# USS Hornet (CV-8)
USS Hornet (CV-8) – amerykański lotniskowiec o wyporności standardowej 19 900 ton z czasów II wojny światowej, trzecia i ostatnia jednostka typu Yorktown.
Okręt został zbudowany jako szybkie rozwiązanie po wygaśnięciu traktatu waszyngtońskiego – w oparciu o istniejący projekt wcześniejszych jednostek swojego typu, w oczekiwaniu na przygotowanie projektu większych jednostek, które przybrały później postać lotniskowców typu Essex. W rezultacie niewielkich jedynie zmian istniejącego projektu, „Hornet” miał nieco dłuższy pokład startowy, nowocześniejszy systemem kierowania ogniem artyleryjskim oraz po raz pierwszy zastosowane prototypowe bojowe centrum informacyjne (CIC).
Zwodowany 25 września 1939 roku w stoczni Newport News w Wirginii, do służby w marynarce amerykańskiej wszedł 20 października 1941 roku. Z jego pokładu w kwietniu 1942 roku wystartowały bombowce pułkownika Doolittle’a, które dokonały rajdu na Tokio. W czerwcu 1942 roku okręt ten uczestniczył w bitwie pod Midway: część jego grupy lotniczej pierwszego dnia bitwy nie odnalazła sił japońskich (co jest określane jako „lot donikąd”), zaś jego samotnie atakująca eskadra torpedowa VT-8 została całkowicie zniszczona nad zespołem japońskich lotniskowców kidō-butai. W drugiej połowie roku wziął udział w kampanii na Wyspach Salomona. Podczas bitwy koło wysp Santa Cruz, 26 października 1942 roku, bombowce nurkujące jego grupy lotniczej ciężko uszkodziły japoński lotniskowiec „Shōkaku” oraz krążownik ciężki „Chikuma”. Sam „Hornet” odniósł jednak poważne uszkodzenia w wyniku ataków lotniczych, co doprowadziło do jego opuszczenia po nieudanej próbie uratowania jednostki. Opuszczony okręt został zatopiony następnego dnia przez japońskie niszczyciele.
Wielkość grupy lotniczej Hornet Air Group zmieniała się w czasie służby – od 60 do 96 samolotów, które tworzyły dwie eskadry bombowców nurkujących oraz eskadrę torpedową i eskadrę myśliwską. Podstawę uzbrojenia artyleryjskiego okrętu stanowiło osiem dział uniwersalnych 127 mm L/38 Mark 12, które wsparte były artylerią przeciwlotniczą średniego i krótkiego zasięgu, w postaci dział 1.1" /75 oraz karabinów Browning M2 12,7 mm, od 1942 roku zastępowanymi skuteczniejszymi działkami Oerlikon 20 mm, a od czerwca tego roku także działami Boforsa 40 mm.
Siódmy okręt US Navy noszący nazwę „Hornet”, doczekał się nadanych przez załogę przydomków: Horny Maru i Old Stinger. Jednostka została czterokrotnie odznaczona gwiazdami battle star, zaś za swoją heroiczną postawę podczas bitwy pod Midway, jego eskadra VT-8 została odznaczona Presidential Unit Citation – najwyższym amerykańskim odznaczeniem bojowym przyznawanym jednostkom wojskowym.

## Geneza i budowa
Budowa lotniskowców USS „Langley” (CV-1), „Lexington” (CV-2), „Saratoga” (CV-3) i „Ranger” (CV-4) oraz dwóch pierwszych jednostek typu Yorktown, niemal wyczerpała wynikające z traktatu waszyngtońskiego z 1922 roku limity łącznej wyporności amerykańskich lotniskowców. Gdy w 1934 roku Japonia wypowiedziała traktat, mimo świadomości rosnącego zagrożenia ze strony nazistowskich Niemiec i imperium japońskiego, amerykański rząd postanowił trzymać się limitów traktatu, aż do jego przewidzianego traktatem wygaśnięcia w 1938 roku. Dopiero więc po wygaśnięciu traktatu – w odpowiedzi na rosnące zagrożenie wojenne – ustawą Naval Expansion Act z 17 maja 1938 roku, zostały uchwalone fundusze na budowę kolejnych jednostek tej klasy. Kongres zezwolił wówczas US Navy na budowę nowych lotniskowców o łącznej wyporności nie przekraczającej 40 000 ton. Opracowanie konstrukcji nowych lotniskowców musiało jednak zająć dużo czasu, tym bardziej że zespoły architektów okrętowych i projektantów zaangażowane już były w opracowywanie projektu nowych 45 000-tonowych pancerników.

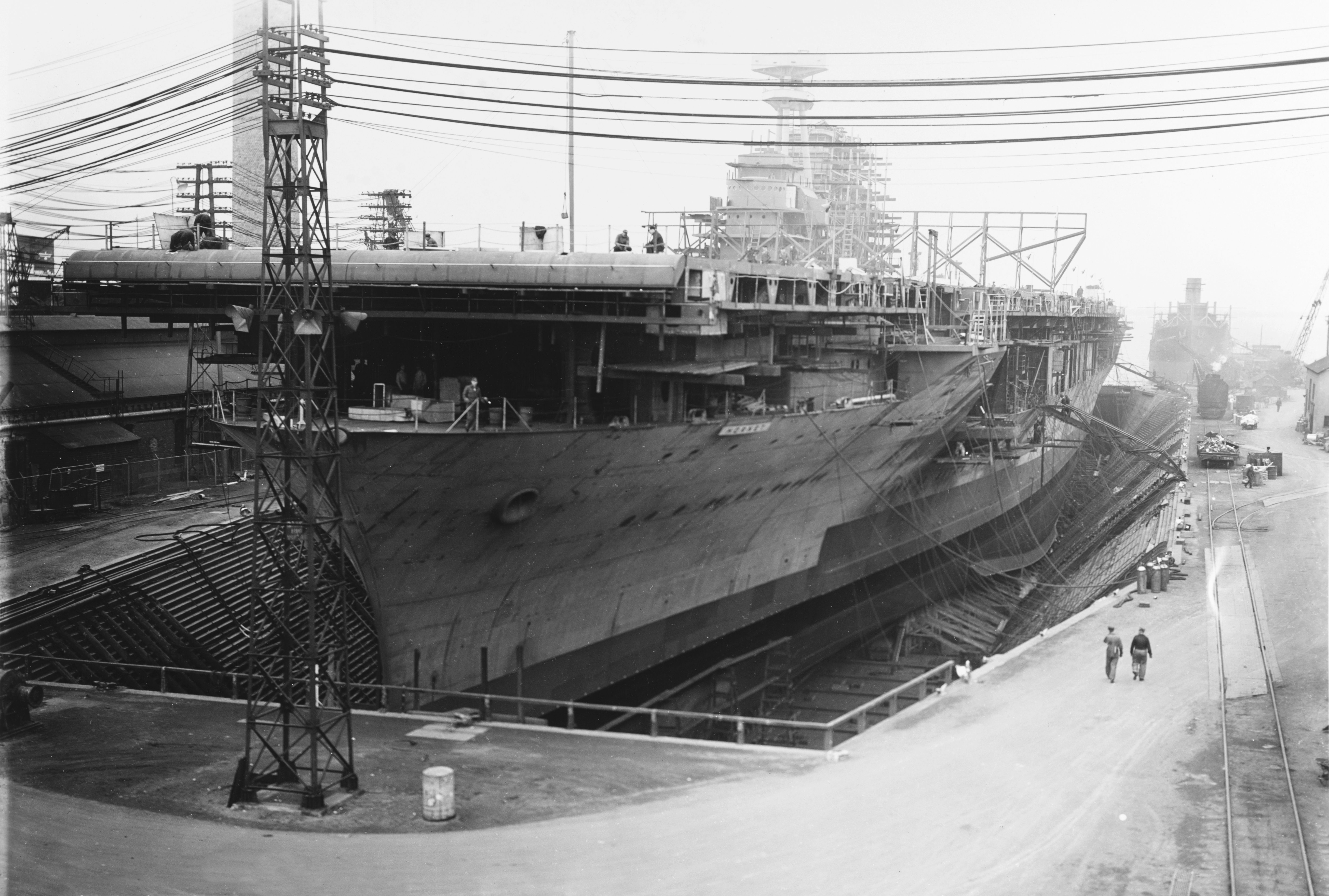
„Hornet” w trakcie wyposażania w marcu 1941 roku

Toteż jako szybkie, tymczasowe rozwiązanie, wybrano budowę jednego okrętu opartego na sprawdzonym projekcie jednostek typu Yorktown, którego budowa została autoryzowana w marcu 1939 roku. Korzystając z tego, marynarka złożyła zamówienie na dwa nowe okręty – jednej jednostki będącej nieco ulepszoną konstrukcją typu Yorktown, oraz drugiej według znacznie już ulepszonego i powiększonego projektu, która została w przyszłości nazwana USS „Essex” (CV-9) i dała początek nowemu typowi.

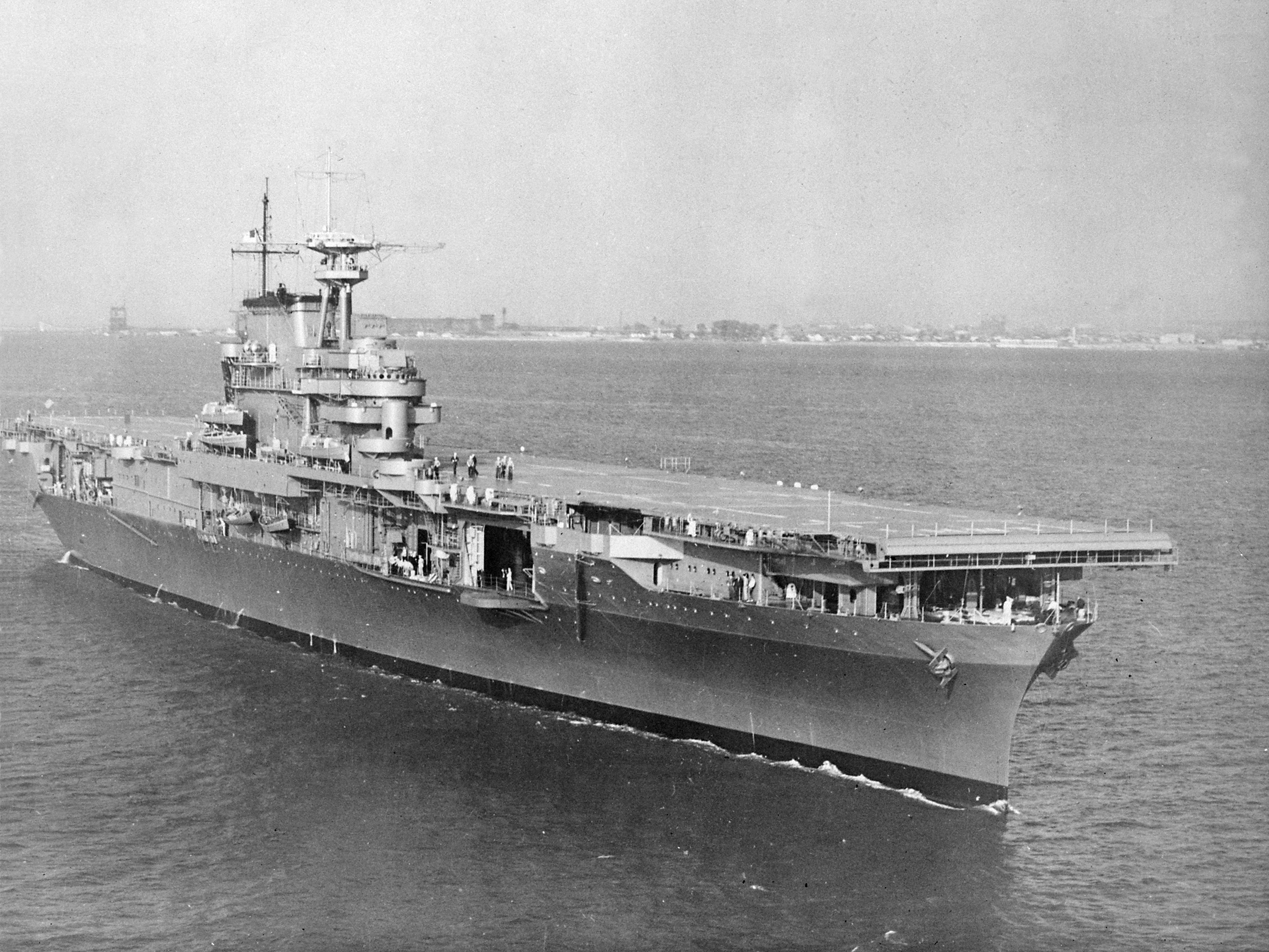
Jeszcze nie w pełni uzbrojony „Hornet” w październiku 1941 roku

Stępkę pod ostatni okręt typu Yorktown położono 25 września 1939 roku w stoczni Newport News Shipbuilding and Drydock Company w Wirginii. Z uwagi na doświadczenie stoczni, nabyte przy budowie siostrzanych lotniskowców USS „Yorktown” (CV-5) i „Enterprise” (CV-6), nowa jednostka była gotowa do wodowania już w grudniu następnego roku. Podczas gdy budowa jego siostrzanych jednostek do etapu wodowania zajęła niemal dwa lata, wyposażony jedynie w maszyny kadłub CV-8 spłynął na wodę już po piętnastu miesiącach. Oficjalna ceremonia miała miejsce 14 grudnia 1940 roku, z żoną sekretarza marynarki Franka M. Knoxa, Annie Reid Knox, jako matką chrzestną. Wkrótce zaś po wodowaniu jednostki, jej miejsce na pochylni numer 2 zajął pierwszy okręt nowego typu lotniskowców. Proces wyposażania okrętu zajął około 10 miesięcy. Już jednak w lipcu 1940 roku na jednostkę przybył jeden z pionierów lotnictwa marynarki amerykańskiej, komandor – późniejszy wiceadmirał – Marc „Pete” Mitscher, który rozpoczął proces kompletowania załogi, a później został pierwszym dowódcą okrętu. Załoga jednostki kompletowana była spośród doświadczonych marynarzy, którzy stanowili około połowy jej składu, drugą jednak część stanowili nowi rekruci – świeżo po ukończeniu obozu przygotowawczego rekrutów w pobliżu Chicago. 20 października 1941 roku, w bazie marynarki w Norfolk, okręt przyjęty został w skład United States Navy jako ósmy w kolejności lotniskowiec marynarki amerykańskiej – otrzymał wówczas oficjalnie nazwę USS „Hornet” (CV-8). Lotniskowiec ten był siódmym okrętem marynarki amerykańskiej noszącym tę nazwę – dziedzicząc ją bezpośrednio po kanonierce biorącej udział w wojnie hiszpańsko-amerykańskiej. Pierwszym oficerem „Horneta” został wówczas kmdr por. George Henderson, zaś za nawigację odpowiadał – późniejszy wiceadmirał – kmdr por. Frank Akers.
Przez kolejne sześć tygodni „Hornet” przechodził testy morskie, przygotowując się do swojego rejsu dziewiczego, z uwagi jednak na działania wojenne na Atlantyku nie przechodził swoich testów u wybrzeży stanu Maine, jak wszystkie duże amerykańskie okręty w czasie pokoju, lecz w Zatoce Chesapeake. Nie był jeszcze także wyposażony wówczas w swoje działa artylerii głównej kalibru 127 mm, które zostały dostarczone na okręt dopiero na przełomie października i listopada 1941 roku. W połowie listopada „Hornet” powrócił do suchego doku w Newport News, gdzie dokonano drobnych korekt i napraw usterek wykrytych podczas testów, po czym udał się do Norfolk celem rozpoczęcia stamtąd oficjalnego rejsu dziewiczego.

## Konstrukcja
„Hornet” został opracowany na bazie istniejącego projektu jednostek typu Yorktown i jak pozostałe jednostki swojego typu, miał konstrukcję w ponad połowie spawaną. Według specyfikacji projektowej, długość całkowita okrętu (LOA) wynosiła 824 stóp i 9 cali (251 metrów), długość na linii wodnej (LWL) natomiast 770 stóp (234,6 metra). Kadłub jednostki miał 83 stopy i 2½ cala (25 metrów) szerokości na linii wodnej, zaś maksymalna szerokość 109 stóp i 6¼ cala (33,37 metra). Głębokość kadłuba „Horneta” wynosiła 79 stóp i 8 cali (24,28 metra), natomiast jego zanurzenie konstrukcyjne wynoszące 24 stopy (7,3 metra), przy pełnym załadunku wzrastało do 25 stóp i 11 cali (7,9 metra). Przy wskazanych wymiarach, liczona na podstawie założeń konstrukcyjnych – z magazynami okrętu wypełnionymi w 2/3, z 75 tonami płynów technicznych, 544 tonami amunicji oraz 492 tonami zapasów, bez paliwa w zbiornikach – wyporność standardowa „Horneta”, wynosiła 19 576 ton standardowych. Tak liczona wyporność nie ujmowała paliwa i smarów lotniczych, obejmowała jednak samoloty. Wyporność normalna okrętu wynosiła 23 507 ton, wyporność zaś pełna 25 484 ton. Średnica taktyczna okrętu wynosiła 790 jardów (722,3 metra) przy prędkości 30 węzłów.
Kadłub podzielony był na 26 przedziałów wodoszczelnych, dno było podwójne na całej długości. Wysepka znajdowała się na prawej burcie, w przedniej części śródokręcia. Z tyłu obejmowała ona komin, wznoszący się na 103 stopy powyżej linii wodnej. Na wysepce znajdowały się dwa maszty – przedni, trójnożny, z dużą reją i małym masztem palowym na szczycie (jego top znajdował się 143 stopy nad linią wodną), oraz tylny, znajdujący się za kominem, palowy z małą reją. „Hornet” pozbawiony był masywnego pomostu na szczycie przedniego masztu, charakterystycznego dla wcześniejszych jednostek swojego typu. Pierwszy poziom wysepki mieścił pomieszczenia oficera zawiadującego pokładem startowym, wyższy – mostek admiralski, kolejny – mostek nawigacyjny i pomieszczenia kapitana okrętu oraz oficera zawiadującego operacjami lotniczymi. Powyżej znajdowały się mostek sygnałowy, stanowiska obserwatorów i obserwatorium meteo.
W skład siłowni okrętu wchodziło dziewięć kotłów Babcock & Wilcox generujących ciśnienie 400 psi przy temperaturze pary 648 °F (342 °C) i cztery turbiny parowe systemu Parsonsa, których obroty były przenoszone przez jednostopniowe przekładnie redukcyjne na wały napędzające cztery śruby. Układ ten zapewniał moc 120 000 shp (89 520 kW), co według specyfikacji projektowej pozwalało na rozwinięcie prędkości do 32,5 węzła. Podobnie jednak jak jego okręty siostrzane, podczas testów „Hornet” okręt przekroczył założenia projektowe, osiągając prędkość 33,65 węzła. Kotły ustawiono po trzy, w trzech osobnych, wodoszczelnych przedziałach kotłowni. W każdej grupie kotły były ustawione równolegle, kotły dwóch pierwszych rzędów produkowały parę nasyconą (o ciśnieniu 31,64 kG/cm²), która zasilała kotły ostatniego rzędu – przegrzewaczy, produkujących parę przegrzaną (o temperaturze 342 °C i ciśnieniu 28,12 kG/cm²). Para do maszynowni przesyłana była trzema osobnymi magistralami. Maszynownia składała się z dwóch przedziałów, w których umieszczono cztery zespoły turbin – w skład każdego z nich wchodziła wysokociśnieniowa turbina akcyjna, niskocisnieniowa turbina reakcyjna oraz turbina biegu wstecz. W każdym przedziale siłowni znajdowały się po 2 turbogeneratory, każdy o mocy 1000 kW, oraz po jednym awaryjnym agregacie dieslowskim o mocy 250 kW, silniejszym niż u okrętów siostrzanych. Duża część każdego z czterech wałów wystawała poza kadłub, dlatego części te były wsparte na wspornikach – po dwóch na każdy wał. Ster okrętu był zrównoważony, miał napęd elektrohydrauliczny. Jednostka mogła pomieścić 4270 ton paliwa okrętowego przy wyporności pełnej, co zapewniało jej zasięg 12 000 mil morskich przy prędkości 15 węzłów. W rzeczywistości był to podobny system napędowy jak na starszych okrętach siostrzanych. Biuro inżynieryjne marynarki domagało się wprawdzie nowego systemu napędowego, który mógłby zmniejszyć wrażliwość okrętu na eksplozje podwodne, musiało ostatecznie przystać jedynie na ulepszony system przegrzewaczy.

### Pokład lotniczy
Typowy dla lotniskowców z tej epoki stalowy pokład startowy miał oś równoległą do osi podłużnej okrętu. Różnił się jednak nieco wielkością od pokładów swoich okrętów siostrzanych – przy bowiem tej samej szerokości, jego pokład był o 12 stóp dłuższy (3,6 metra), w związku z czym jego wymiary wynosiły 814 × 86 stóp (248 × 26 metrów). Pokład startowy był nieopancerzony, pokryty był 6-calowymi belkami z twardego drewna, ułożonymi poprzecznie do osi wzdłużnej okrętu. Wpuszczone w nie były metalowe uchwyty dla mocowania samolotów, rozmieszczone w 4-stopowych odstępach i biegnące przez całą szerokość pokładu.

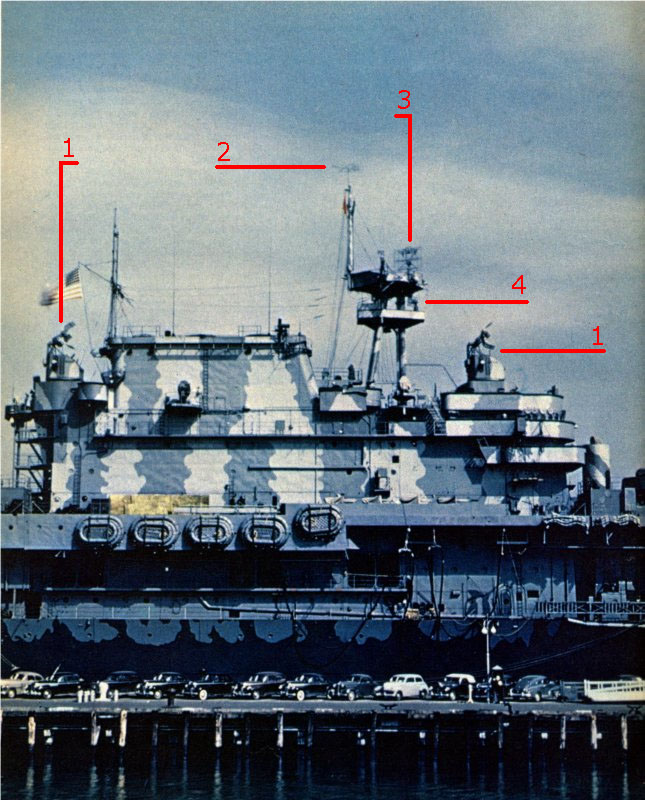
Wyposażenie elektroniczne „Horneta” w San Diego, tuż przed rajdem Doolittle’a:
1. Przeliczniki artyleryjskie Mk. 37 z antenami swoich radarów Mk. 4 na szczycie
2. Antena systemu lokalizacyjnego YE
3. Antena radaru SC
4. Antena systemu IFF.
Okręt nosił wówczas zmodyfikowany kamuflaż Measure 12.

Wyposażony był jednak w cztery aerofiniszery, których zadaniem było wyhamowywanie samolotów tuż po przyziemieniu. Wcześniejsze jednostki otrzymały rozwijane od lat 20. aerofiniszery oznaczone jako Mark 4, mogące zatrzymać samolot o masie 10 000 funtów (4500 kg) poruszający się z prędkością 70 mph (112,6 km/h). Na „Hornecie” po raz pierwszy zastosowano jednak hamulce hydrauliczne Mod 3A, dzięki którym aerofiniszery mogły zatrzymać większe samoloty o masie 16 000 funtów (7250 kg) poruszające się z prędkością 85 mph (136,7 km/h). Aerofiniszery były chowane w pokładzie, w trakcie operacji lądowania samolotu metalowe wsporniki unosiły je kilka cali nad pokład. Samoloty, których haki nie zaczepiły o aerofiniszery, były przechwytywane przez bariery awaryjne, składające się z 2-4 lin zamocowanych na słupkach na krawędziach pokładu. Na pokładzie startowym zainstalowane były dwa wiatrochrony, składające się z połączonych na kształt płotu 7-stopowych belek, rozciągające się przez całą szerokość pokładu. W stanie spoczynkowym leżały one poziomo, wpuszczone w pokład, podnoszono je przez obrót do pozycji pionowej. Pierwszy z wiatrochronów znajdował się przed przednią windą, drugi – na wysokości przednich stanowisk działek 1,1-calowych.
Pokład startowy obsługiwany był przez trzy umieszczone w osi okrętu windy o wymiarach 48 × 44 stopy (14,4 × 13,4 metra) – jedna w części dziobowej jednostki, druga tuż za wyspą nadbudówki, trzecia zaś w części rufowej. Na dziobie okrętu umieszczono także dwie przyśpieszające start samolotów hydrauliczne katapulty, trzecia zaś umieszczona została na pokładzie hangarowym.
Na pokładzie startowym znajdowały się też dwa bomy ładunkowe, jeden tuż za wysepką, drugi na sterburcie na wysokości komina. Ten drugi został usunięty z okrętu po 1941 roku.

### Pokład hangarowy
Pokład hangarowy stanowił pojedynczy hangar okrętu o długości 645 stóp (196,5 metra), szerokości 68 stóp (20,7 metra) i 17 stóp (5 metrów) wysokości. Był on lekką strukturą z dużymi otwartymi ścianami bocznymi, z zamykanymi w wypadkach złej pogody roletami. Na prawej burcie było pięć dużych „okien” w ścianach bocznych, a na lewej sześć. Te otwarte, boczne powierzchnie zapewniały oświetlenie wnętrza hangaru światłem naturalnym, ułatwiały ładowanie zapasów, części zamiennych i uzbrojenia – dzięki żurawiom, zamontowanym w rufowej części pokładu hangarowego, na obydwu burtach, zamontowane w hangarze katapulty umożliwiały start samolotów przez te okna bezpośrednio z hangaru. Jednak, co szczególnie istotne podczas operacji bojowych, zapewniały też naturalną wentylację hangaru, dzięki czemu także poniżej pokładu startowego można było uruchamiać i rozgrzewać silniki samolotów. Przeznaczony do pomieszczenia całej grupy lotniczej hangar zapewniał miejsce na 96 samolotów, wynoszonych na pokład startowy za pomocą trzech wind, umieszczonych w części dziobowej, tuż za umieszczoną w śródokręciu nadbudówką oraz w części rufowej. Głębokie wnęki między dźwigarami pokładu lotniczego, które łączyły ze sobą także pomosty dolnych pokładów, zapewniały jednak miejsce dla przechowania dużej liczby podwieszonych w nich zapasowych samolotów – teoretycznie wystarczającej do zastąpienia nawet połowy grupy lotniczej (w związku z czym okręt mógł przenosić łącznie do 120 samolotów).

### Uzbrojenie

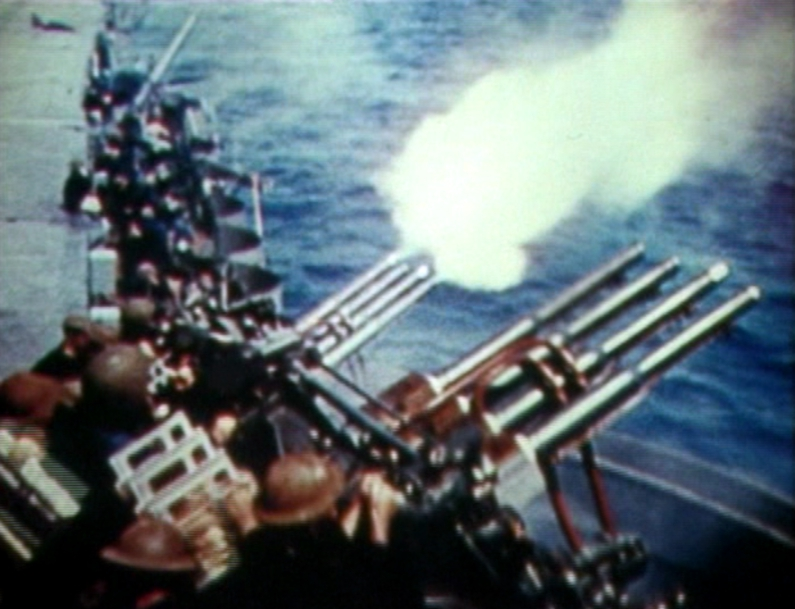
Dwie poczwórne baterie „chicago piano” na pomoście „Horneta” między pokładami hangarowym i startowym w maju 1942 roku

Uzbrojenie „Horneta” zmieniało się w czasie, wzmacniane i modyfikowane. Okręt otrzymał oryginalnie 24 wkm Browning 12,7 mm (.50-cal MG) rozmieszczone na pomostach po obu stronach pokładu startowego.
Podobnie jak jego okręty siostrzane, otrzymał początkowo także dwa poczwórne działka 27,9 mm /75 (1.1" /75 „chicago piano”) umieszczone stopniowo przed wyspą, trzecie na pokładzie startowym za dźwigiem pokładowym, czwarte zaś dalej ku rufie na pomoście na sterburcie.

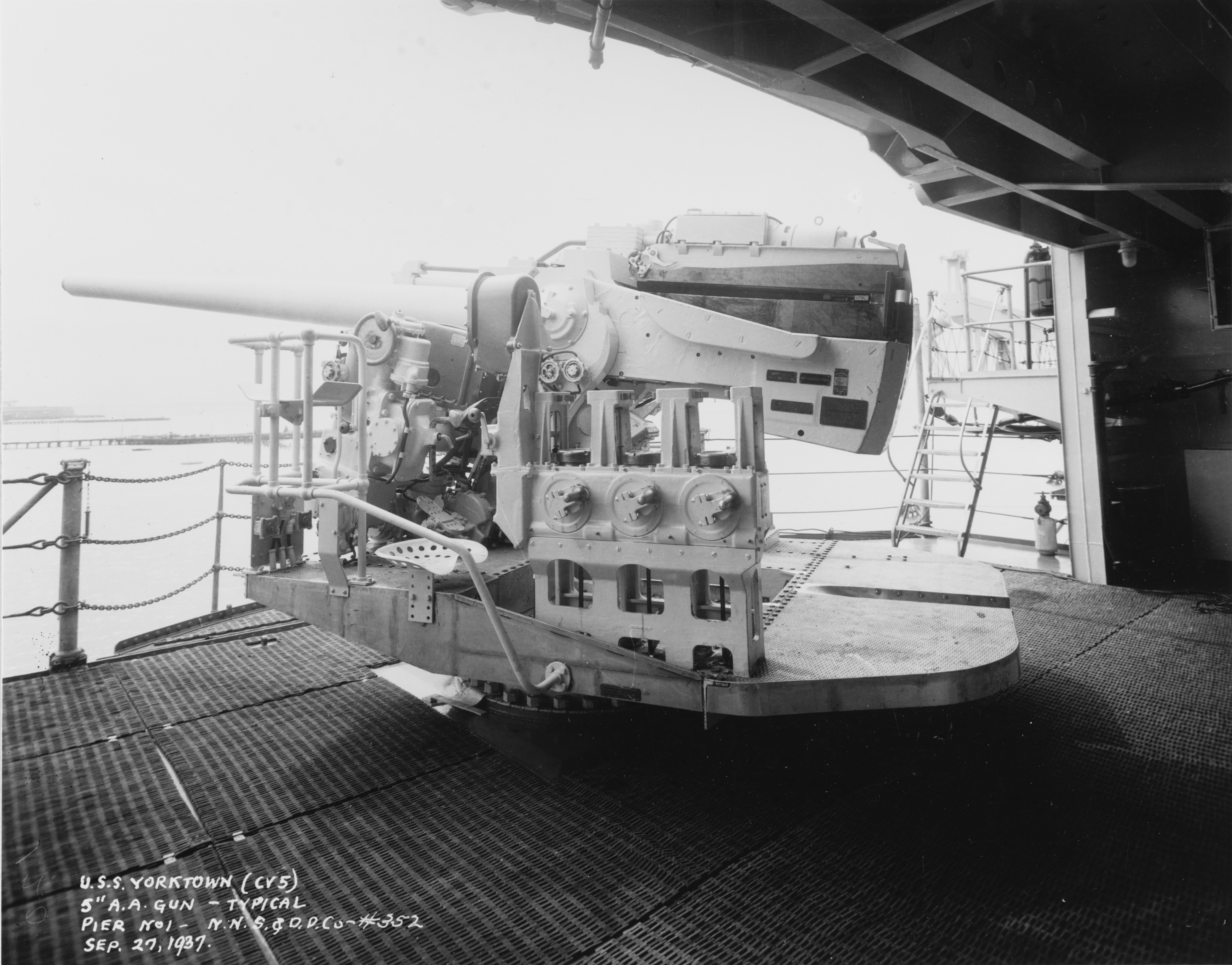
Działo 127 mm /38 – prawdopodobnie najlepsze okrętowe działo uniwersalne II wojny światowej – na sterburcie poniżej pokładu startowego bliźniaczego USS „Yorktown” (CV-5)

Artylerię przeciwlotniczą dalekiego zasięgu, tworzyło osiem dział 127 mm /38 Mk. 12 (5" /38). Były to obracane elektrycznie działa uniwersalne przeznaczone do zwalczania samolotów w dużej odległości od okrętu, jak też do zwalczania celów nawodnych oraz okrętów podwodnych na powierzchni. W przeciwieństwie jednak do wcześniejszych okrętów typu Lexington, działa artylerii głównej nie były rozmieszczone w dwulufowych wieżach na pokładzie startowym przed i za wyspą, lecz jako działa pojedyncze na lekkich podstawach poniżej pokładu startowego. Każde z nich mogło strzelać pociskami o wadze 24 kilogramów na odległość ok. 16 500 metrów przeciwko celom na powierzchni, oraz przy kącie podniesienia (elewacji) 85° na pułap 11 338 metrów przeciwko samolotom. Ich szybkostrzelność teoretyczna wynosiła 15 pocisków na minutę, przy dobrze wyszkolonej obsłudze jednak, przez krótki czas możliwe było strzelanie w tempie do 20 pocisków na minutę. Mimo nie najwyższej prędkości początkowej pocisku, miały opinię bardzo celnych i niezawodnych, zaś wysoka prędkość obrotu w poziomie i elewacji w pionie (przy napędzie elektrycznym), czyniła z nich skuteczną broń przeciwlotniczą.
Do czerwca 1942 roku okręt otrzymał ostatecznie 24 działka Oerlikon 20 mm w zamian za karabiny Browning M2 kal. 12,7 mm, wkrótce zaś po bitwie pod Midway miał już 5 poczwórnych zestawów 27,9 mm. Już jednak w sierpniu tego roku, liczba działek Oerlikona została zwiększona do 32, zaś pod koniec miesiąca „Hornet” otrzymał cztery poczwórne zestawy Boforsa 40 mm i trzy zestawy podwójne tego typu.
„Hornet” różnił się od swoich jednostek siostrzanych także zastosowaniem nowocześniejszych przeliczników Mark 37 zamiast Mark 33 dla dział 127 mm. Celność dział artylerii 127 znacznie zwiększał będący częścią systemu kierowania ogniem Mark 37 elektro-mechaniczny komputer kontroli ognia Ford Mark 1A, automatycznie obliczający parametry strzału i punktu przechwycenia celu w trójwymiarowej przestrzeni powietrznej wokół okrętu. W odróżnieniu od poprzedników, „Hornet” otrzymał też radar SC o większej mocy i mniejszej antenie, niż radary CXAM i CXAM-1 swoich poprzedników. Niezadowalające jednak rezultaty działania radaru SC latem 1942 roku, spowodowały, że „Hornet” otrzymał zdjętą z pancernika USS „California” (BB-44) antenę radaru CXAM, podczas gdy antena SC została przesunięta na drugi maszt. W październiku 1941 roku na „Hornecie” po raz pierwszy urządzono – prototypowe jeszcze – bojowe centrum informacyjne (CIC – combat information center), do którego spływały informacje o sytuacji taktycznej i które ułatwiało wypracowywanie rozkazów w oparciu o te informacje
Podstawowym wyposażeniem „Horneta” wynikającym z jego istoty jako lotniskowca, była jego grupa lotnicza. W jej skład wchodziły samoloty uderzeniowe w postaci bombowców nurkujących oraz bombowców torpedowych, samoloty myśliwskie służące do zapewnienia eskorty w powietrzu dla innych samolotów grupy oraz od obrony własnej okrętu, a także samoloty dyspozycyjne. Wielkość grupy lotniczej była zmienna, uzależniona od aktualnej dostępności samolotów, dotychczasowych doświadczeń operacyjnych, konstrukcji samolotów oraz bieżących potrzeb operacyjnych. Na potrzeby swojej grupy lotniczej, mógł jednak zabrać 387,2 tony uzbrojenia lotniczego (bomb, torped i amunicji strzeleckiej) oraz 177 950 galonów (673 614 litrów) paliwa lotniczego.

### Ochrona bierna
„Hornet” nie posiadał opancerzonego pokładu startowego, zaś grubość jego wykonanego ze stali STS pasa pancernego zmieniała się od 4 do 2,5 cala (101 do 63 mm). Podobnie opancerzony był pomost bojowy z pancerzem grubości 4 cali po bokach i 2 cali (50 mm) na szczycie.
Układ obrony przeciwtorpedowej składał się z trzech grodzi wzdłużnych, przebiegających od wręgi nr 64 do nr 162. Ich grubość, w kolejności od zewnętrznej, wynosiła 10 mm, 19 mm i 19 mm, na śródokręciu pierwsza z nich znajdowała się w odległości 1,37 m od burty, pozostałe – w odległości po 0,91 m od poprzedniej. W rejonie śródokręcia system ten uzupełniały dwie grodzie wzdłużne dzielące pomieszczenia maszynowni i kotłowni. Obliczano, że system ten będzie w stanie wytrzymać eksplozję głowicy torpedy zawierającej 182 kg TNT.
Najpoważniejszym niedociągnięciem konstrukcyjnym, biorąc pod uwagę ochronę bierną okrętu, był brak funkcjonalnego podziału siłowni okrętu na osobne sekcje: ze względu na „uwspólnione” magistrale parowe nie można było uzyskać takiego trybu pracy, w którym każdy z wałów byłby napędzany przez osobny zespół turbiny i sprzężonych z nią kotłów. W rezultacie penetracja przez torpedę w okolicach kotłowni-maszynowni mogła unieruchomić cały system napędowy okrętu. Okręt był generalnie wystarczająco podzielony na sekcje, aby uchronić jednostkę przed destrukcją, jednak raport z uszkodzeń sporządzony przez Biuro Okrętów po utracie „Horneta”, wprost stwierdza że przyczyną jego utraty było unieruchomienie okrętu i niemożliwość odholowania go ze strefy działań.

## Służba jednostki
Po przybyciu w listopadzie 1941 roku do Norfolk, „Hornet” po raz pierwszy spotkał się tam między innymi z „Yorkownem”, okrętem prototypowym swojego typu, przed jego wypłynięciem w drogę na Pacyfik. W chwili japońskiego ataku na Pearl Harbor, okręt nie był jeszcze w pełni obsadzony przez załogę – dopiero 23 grudnia na okręcie zaokrętowali się mechanicy i inni członkowie obsługi grupy lotniczej Hornet Air Group (tudzież „Air Group 8”).

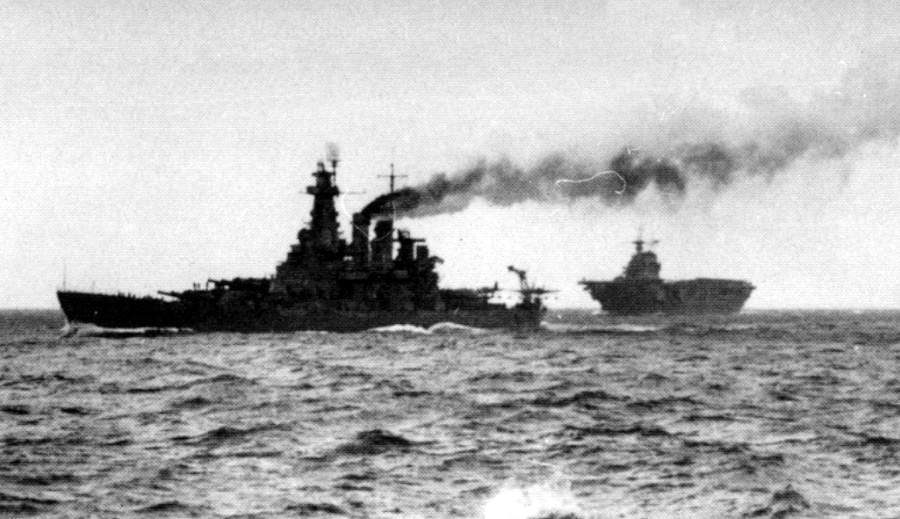
„Hornet” – na drugim planie – podczas swojego rejsu dziewiczego w rejon Florida Keys. Na pierwszym planie towarzyszący mu w drodze pancernik USS „North Carolina” (BB-55).

Dzień później na okręcie po raz pierwszy wylądowała część jego grupy lotniczej – 66 samolotów: 15 Grumman F4F-3 Wildcat eskadry myśliwskiej VF-8, 24 dwupłatowe Curtiss SBC-4 Helldiver eskadr bombowców nurkujących VB-8 i VS-8 oraz 9 maszyn torpedowych Douglas TBD Devastator eskadry VT-8. Do pełnego ukompletowania grupy lotniczej nie było wystarczającej liczby maszyn. Oficerem lotniczym odpowiedzialnym za zaopatrywanie pilotów w informacje oraz kierowanie startami i lądowaniami został kmdr por. Apollo Soucek, podczas gdy dowódcą grupy lotniczej Hornet Air Group, mianowany został kmdr ppor. Stanhope Ring. Dowództwo pokładu startowego sprawował flight deck officer kpt. Stephen Jurika, dowództwa natomiast poszczególnych eskadr objęli komandorzy podporucznicy: Samuel G. Mitchell (VF-8), Robert R. Johnson (VB-8), Walter F. Rodee (VS-8) oraz John Waldron (VT-8).

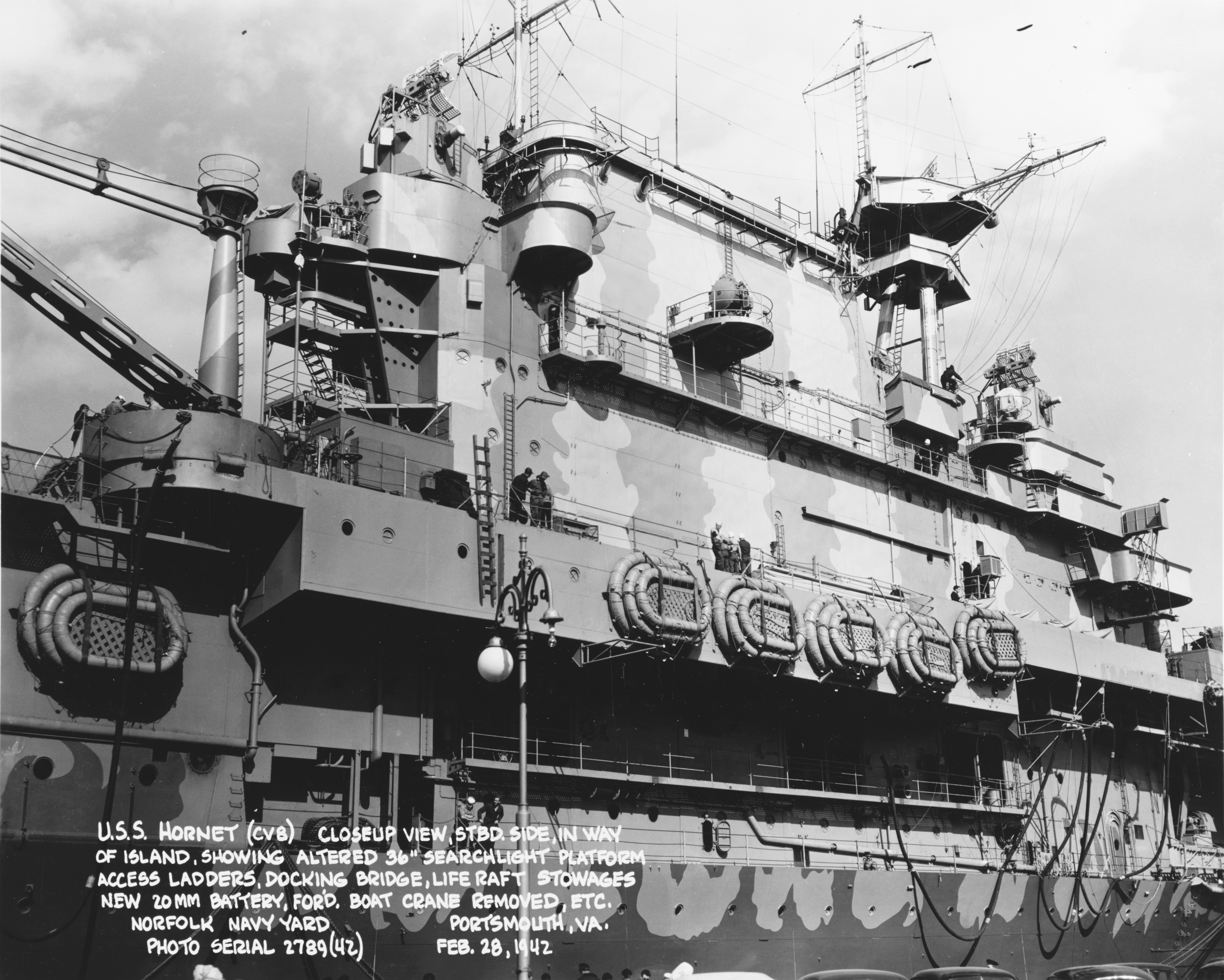
28 lutego. Na okręcie zainstalowane widoczne w prawym rogu węże do tankowania w morzu, działka Oerlikon 20 mm zastąpiły część łodzi ratunkowych. Duże otwory poniżej tratw ratunkowych, stanowiły ujęcia powietrza dla kotłów okrętu.

W tym samym dniu „Hornet” rozpoczął swój rejs dziewiczy w kierunku Dry Tortugas w archipelagu Florida Keys – w drodze na południe samoloty „Horneta” zapewniały ochronę przeciwpodwodną pancernikom USS „Washington” (BB-56) i „North Carolina” (BB-55). Z powodu awarii silnika rozbił się wówczas jeden z bombowców nurkujących Dauntless eskadry VS-8. W trakcie intensywnych treningów doszło także do kilku wypadków przy startach i lądowaniach na pokładzie.
W odróżnieniu jednak od wcześniejszych rejsów dziewiczych swoich okrętów siostrzanych, „Hornet” odbywał swój pierwszy oficjalny rejs w ścisłym reżimie wojennym. Na obszarze Zatoki Meksykańskiej okręt prowadził wówczas intensywne testy przy maksymalnej prędkości, ćwiczenia zespołów kontroli uszkodzeń i ćwiczenia artyleryjskie, a także symulowane ataki bombowe i torpedowe. Ostatecznie kmdr Mitscher przekazał dowódcy floty adm. Starkowi meldunek o pełnej gotowości okrętu do wojny „w każdym czasie i w każdym miejscu”, pod warunkiem jednak pełnego ukompletowania grupy lotniczej. W rzeczywistości jednak 70 procent pilotów grupy lotniczej „Horneta” stanowili nowicjusze, podporucznicy świeżo po Akademii i przeszkoleniu lotniczym w Pensacoli – nawet dowódca eskadry myśliwskiej VF-8 „Pat” Mitchell nigdy wcześniej przed wyruszeniem okrętu na Florida Keys, nie lądował F4F na pokładzie lotniskowca. Kilka wypadków podczas startów i lądowań na pokładzie w czasie rejsu dziewiczego było wprost rezultatem braku doświadczenia młodych pilotów
| Dowództwo okrętu              | Dowództwo okrętu           | Dowództwo okrętu                                             |
| ----------------------------- | -------------------------- | ------------------------------------------------------------ |
| kmdr Marc Mitscher            |                            |                                                              |
| I oficer                      | kmdr por. George Henderson | kmdr por. George Henderson                                   |
| oficer lotniczy               | kmdr por. Apollo Soucek    | kmdr por. Apollo Soucek                                      |
| dowódca pokładu               | kpt. Stephen Jurika        | kpt. Stephen Jurika                                          |
| Dowództwo Hornet Air Group    |                            |                                                              |
| kmdr ppor. Stanhope Ring      |                            |                                                              |
| Dowódca                       | Eskadra                    | Wyposażenie lotnicze                                         |
| kmdr ppor. Samuel G. Mitchell | VF-8                       | Grumman F4F-3 Wildcat marzec 1942: F4F-4 Wildcat             |
| kmdr ppor. Robert R. Johnson  | VB-8                       | Curtiss SBC-4 Helldiver marzec 1942: Douglas SBD-3 Dauntless |
| kmdr ppor. Walter F. Rodee    | VS-8                       | Curtiss SBC-4 Helldiver marzec 1942: Douglas SBD-3 Dauntless |
| kmdr ppor. John Waldron       | VT-8                       | Douglas TBD Devastator                                       |

Gdy okręt przygotowywał się do drogi powrotnej na północ, okazało się, że bomby głebinowe na pokładzie USS „Noa” (DD-343) – jedynego dostępnego niszczyciela – permanentnie zawodzą. Z braku więc innych jednostek eskorty, okręt samotnie popłynął na północ, utrzymując maksymalną prędkość celem ochrony przed atakami niemieckich U-Bootów. 30 stycznia 1942 roku CV-8 dotarł do bazy marynarki w Wirginii, już jednak 2 lutego rozpoczęły się przygotowania do ponownego wyjścia w morze, zaś z pobliskiego lotniska przykołowały dwa bombowce armii North American B-25 Mitchell, które okrętowy dźwig podniósł na pokład. Wydarzenie to utrzymywane było wówczas w tak dużej tajemnicy, że nie zostało odnotowane w dzienniku okrętowym, ani też w żadnej innej urzędowej dokumentacji. Zaraz potem okręt opuścił Naval Station Norfolk, a o godzinie 01:27 po południu, pierwszy z bombowców, z workami wypełnionymi piaskiem w komorze bombowej symulującymi połowę ładunku bombowego, udanie wystartował z pokładu. Kilka godzin później drugi samolot, z symulacją pełnego ładunku bombowego, uniósł się w powietrze. Po zakończeniu tych testów okręt powrócił do Norfolk, gdzie pozostał do marca, otrzymując w tym czasie nowe malowanie według zmodyfikowanego wzoru Measure 12.

### Rajd na Tokio
20 marca 1942 roku „Hornet” przybył do San Diego. W trakcie krótkiego trzydniowego postoju w Kalifornii, okręt otrzymał nowe myśliwce F4F-4, które zastąpiły Wildcaty w starszej wersji bez składanych skrzydeł oraz bombowce nurkujące SBD-3 Dauntless, które zastąpiły starsze dwupłatowce Curtisa. Po kilkudniowym treningu pilotów na nowych samolotach, 30 marca okręt udał się do Alameda, gdzie 1 kwietnia własny okrętowy dźwig „Horneta” przeniósł na pokład startowy 17 średnich dwusilnikowych bombowców armii B-25 Mitchell. W operacji wziąć miało udział 16 samolotów, postanowiono jednak zabrać na pokład jeden samolot rezerwowy. Okręt zabrał pod pokład także 60 przeznaczonych dla średnich bombowców 500-funtowych (226,8 kg) bomb lotniczych.

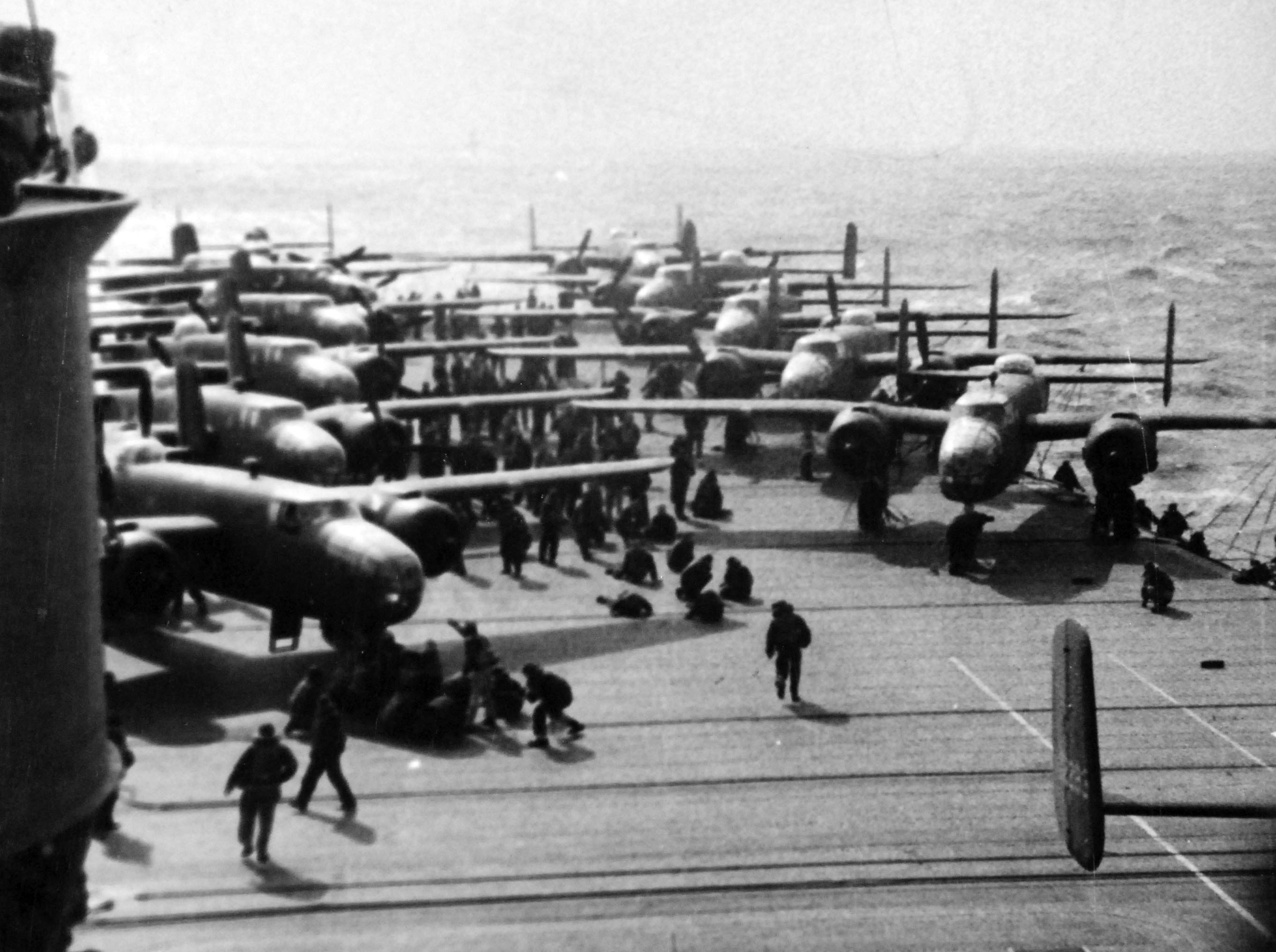
Dwusilnikowe bombowce zajmowały połowę pokładu startowego, co uniemożliwiało „Hornetowi” korzystanie z własnej grupy lotniczej

Cel załadunku średnich bombowców i następnego rejsu, utrzymywany był ścisłej tajemnicy. Z wyjątkiem ścisłego dowództwa okrętu i grupy lotniczej, załoga „Horneta” nie została początkowo poinformowana o celu rejsu, w dzienniku okrętowym nie została nawet odnotowana obecność na pokładzie bombowców B-25. 2 kwietnia drogą przez zatokę San Francisco „Hornet” opuścił Kalifornię, udając się na środkowy Pacyfik. Jego oznaczoną jako Task Force 18 (TF18) grupę, niedaleko od wybrzeża utworzyły wówczas krążownik lekki USS „Nashville” (CL-43) i ciężki krążownik USS „Vincennes” (CA-44), tankowiec floty USS „Cimarron” (AO-22) oraz 22. dywizjon niszczycieli. Dopiero po wyjściu okrętu na pełny ocean, kmdr Mitscher ogłosił publicznie cel rejsu własnej załodze oraz załogom towarzyszących „Hornetowi” okrętów.

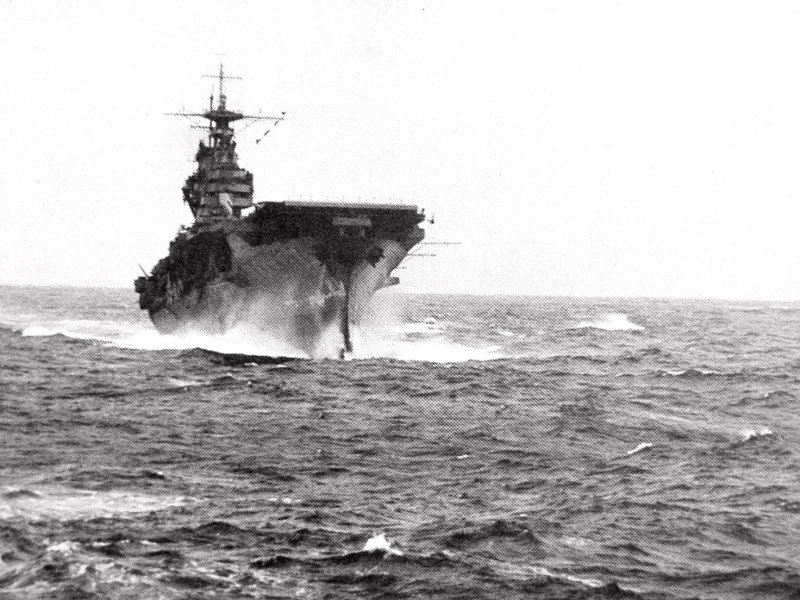
Walczący ze wzburzonym oceanem „Hornet” podczas rajdu Doolittle’a. Duża fala zdołała unieść ponad wodę dziób okrętu. Zdjęcie wykonane z pokładu ciężkiego krążownika USS „Salt Lake City” (CA-25) z eskorty USS „Enterprise”.

Ponieważ pokład startowy „Horneta” był zajęty przez zaparkowane B-25, jego własna grupa lotnicza nie mogła prowadzić operacji lotniczych. W związku z tym osłonę lotniczą zespołowi w trakcie operacji zapewnić miała grupa lotnicza USS „Enterprise” (CV-6). USS „Enterprise” wchodził w skład bazującego w Pearl Harbor Task Force 16 i dowodzonego przez admirała Williama Halseya. Oba zespoły okrętów połączyły się 13 kwietnia na północ od Hawajów, i tworząc jeden zespół TF16 w składzie z czterema krążownikami, ośmioma niszczycielami i dwoma zbiornikowcami, pod dowództwem adm. Halseya razem popłynęły na zachód.
Plan operacyjny przewidywał zbombardowanie zakładów zbrojeniowych w Tokio, Osace, Nagoi oraz Kobe. W tym celu B-25 miały wystartować z pokładów 18 kwietnia po południu, w odległości 600 mil od Wysp Japońskich. W wypadku jednak wcześniejszego wykrycia amerykańskiego zespołu uderzeniowego, blokujące pokład startowy bombowce B-25 miały zostać zepchnięte do morza, zaś z pokładu hangarowego podniesione miały być własne samoloty „Horneta”, które miały następnie przyłączyć się do obrony zespołu przez samoloty Enterprise Air Group.

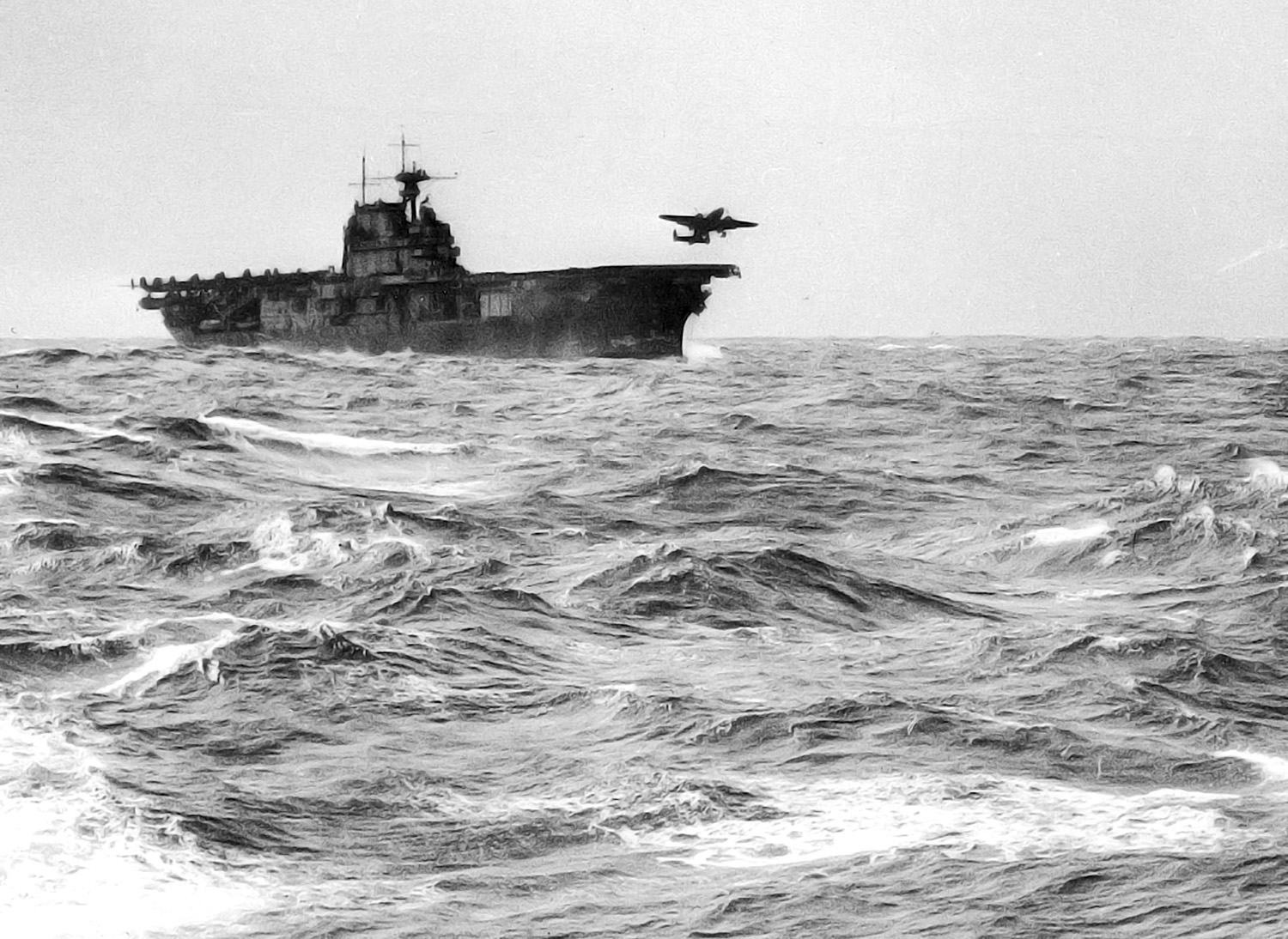
Jeden z pierwszych bombowców B-25 startujących 18 kwietnia 1942 z pokładu „Horneta”

W trakcie rejsu ppłk. Doolittle wciąż usiłował nakłonić adm. Halseya do startu bombowców w odległości 400 mil od Japonii, na co dowodzący całą operacją Halsey ostatecznie przystał. Zastrzegł jednak, że w razie wykrycia przez Japończyków amerykańskiego zespołu, wyda rozkaz startu natychmiastowego. 17 kwietnia, dzień przed planowanym startem bombowców, wszystkie okręty ukończyły tankowanie z towarzyszących zbiornikowców, a członkowie zespołów obsługi lotniczej rozpoczęli tankowanie i uzbrajanie bombowców B-25. W warunkach stale pogarszającej się pogody, nocą z 17 na 18 kwietnia operatorzy radarów na okrętach amerykańskiego zespołu zaczęli odbierać echa niezidentyfikowanych obiektów w morzu. Spowodowało to ogłoszenie alarmów bojowych na wszystkich jednostkach. Wcześniejsze wykrycie wrogich jednostek dzięki radarom pozwoliło na ominięcie ich w ciemności i zapobiegło wykryciu amerykańskiego zespołu uderzeniowego. Pierwsza generacja amerykańskich radarów nie zdołała jednak wykryć z wyprzedzeniem drugiej linii japońskiego dozoru aż do godziny 7:45 rano, gdy przejęta przez japońską marynarkę łódź rybacka „Nitto Maru” znalazła się w bezpośredniej odległości od amerykańskiego zespołu. Została wprawdzie zatopiona ogniem z krążowników i myśliwców „Enterprise”, przed zatonięciem zdołała jednak wysłać przechwyconą na „Hornecie” wiadomość radiową do Tokio o „trzech amerykańskich lotniskowcach 650 mil na wschód od Inubōsaki”.

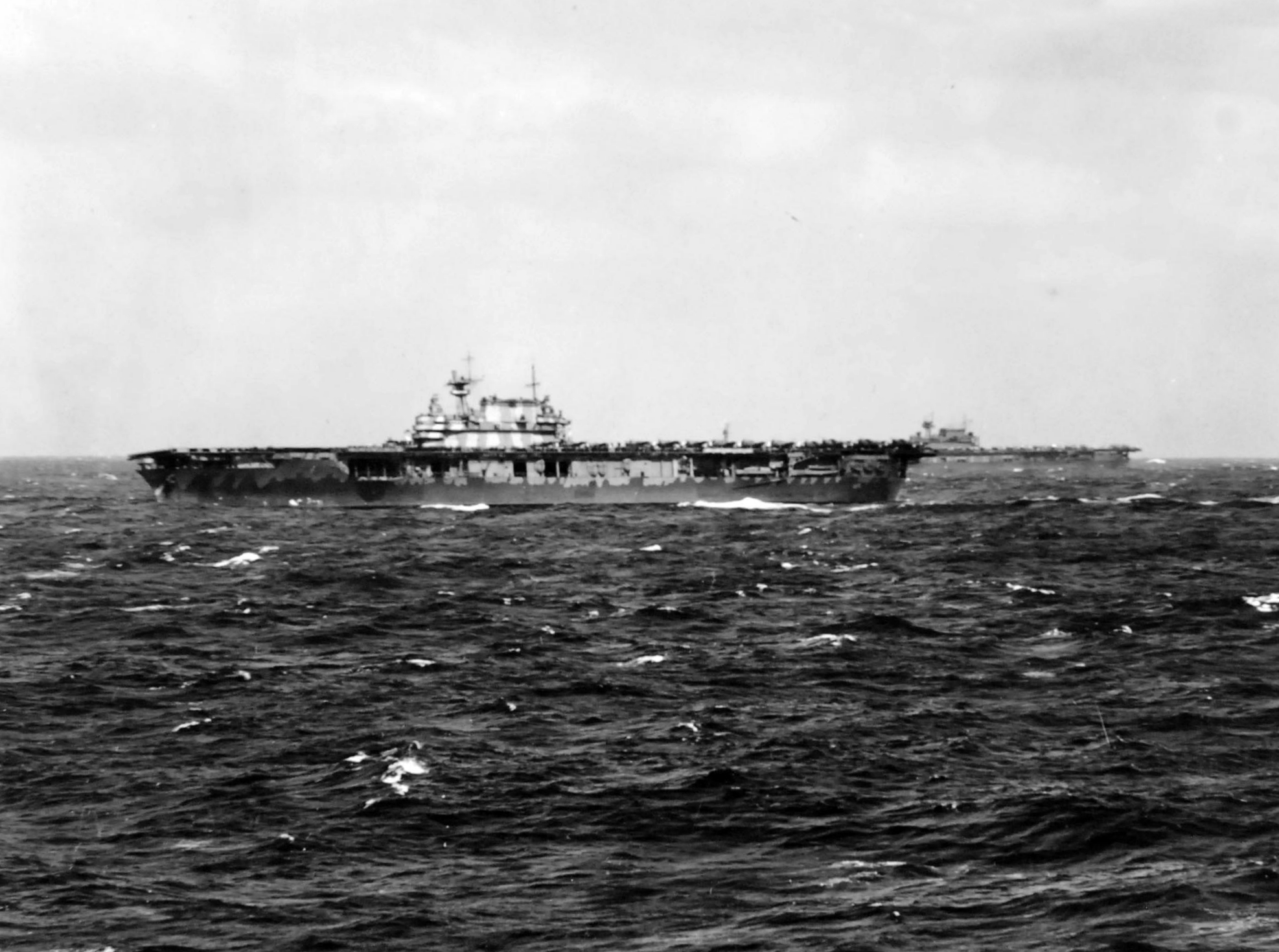
Lotniskowce USS „Hornet” i „Enterprise” (w tle) w drodze powrotnej z Japonii

Admirał Halsey nakazał natychmiastowy start bombowców B-25 z „Horneta”. Jako pierwsza ruszyła prowadzona przez ppłk Dolittle’a maszyna o numerze 40-2344. W trakcie startu doszło do wypadku na pokładzie, gdy płaty śmigła jednej ze startujących maszyn rozerwały ramię jednego z członków obsługi pokładu startowego. Po opuszczeniu pokładu przez średnie bombowce, „Hornet” natychmiast zawrócił wraz z innymi okrętami, kierując się na północny wschód, a samoloty jego grupy lotniczej przyłączyły się do bojowych patroli powietrznych (Combat Air Patrol) nad TF-16. Próba przechwycenia amerykańskiego zespołu operacyjnego podjęta przez admirała Yamamoto, który wyznaczył w tym celu wracające wówczas z rajdu na Ocean Indyjski lotniskowce „Akagi”, „Hiryu” i „Sōryū” nie powiodła się. „Hornet” wraz z innymi okrętami zespołu bez przeszkód dotarł do Pearl Harbor 25 kwietnia 1942 roku, gdzie jego grupa powietrzna wylądowała na lotnisku Ewa.
Sposób przeprowadzenia ataku i udział w nim „Horneta” utrzymywany był w tajemnicy. Zapytany przez reporterów prezydent Roosevelt poinformował, że amerykańskie bombowce wystartowały z tajnej bazy „Shangri-La”. Przez bombardowanie nieprzyjacielskiej stolicy, udziałem „Horneta” stało się pierwsze w historii wykorzystanie lotniskowców w roli strategicznej. Jakkolwiek operacja ta nie przyniosła Japonii znacznych szkód materialnych czy wojskowych, miała jednak strategiczne konsekwencje dla dalszego przebiegu wojny, ostatecznie przesądzając o podjęciu przez dowództwo japońskie decyzji o ataku na Midway, i wzmocniła morale amerykańskiego społeczeństwa.

### Bitwa pod Midway
Od początku wojny celem adm. Yamamoto, który zdominował planowanie strategiczne Imperialnej Marynarki, było zniszczenie głównych sił amerykańskiej floty, zwłaszcza lotniskowców. Yamamoto przeforsował koncepcję ataku na Midway, najbardziej wysunięty na zachód bastion Amerykanów na Pacyfiku, co miało sprowokować flotę amerykańska do walnej bitwy (operacja MI). Amerykańska stacja wywiadu radiowego HYPO na Hawajach, potrafiła jednak dzięki złamaniu pewnej części japońskiego kodu marynarki JN-25b, odczytać zamiary dowódcy Połączonej Floty, co pozwoliło admirałowi Nimitzowi na zastawienie pułapki na lotniskowce Kidō Butai adm. Chūichi Nagumo. Według planu admirała Nimitza, amerykańskie lotniskowce przeprowadzić miały atak z flanki, w chwili gdy samoloty Kido Butai bombardować będą Midway.

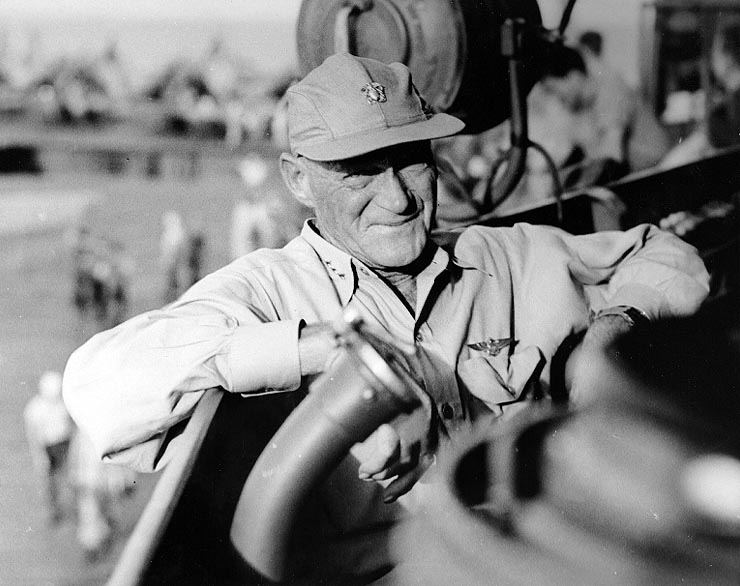
Marc „Pete” Mitscher już w stopniu wiceadmirała w 1944 roku

28 maja „Hornet” wyszedł z bazy Pearl Harbor jako część grupy Task Force 16 pod dowództwem kadm. Raymonda Spruance’a na pokładzie USS „Enterprise” (CV-6). Dowództwo okrętu wciąż sprawował oficjalnie kmdr. Marc „Pete” Mitscher. Na pokładzie jednostki znalazł się już jednak także jego następca, kmdr. Charles Mason, który jednak nie objął jeszcze dowództwa. Po południu tego dnia niedaleko wyspy Kauaʻi, na pokładzie wylądowała grupa lotnicza okrętu, która liczyła w tym rejsie 27 myśliwskich Wildcatów, 35 bombowców nurkujących SBD Dauntless oraz 15 torpedowych Devastatorów. Okręty udały się później do „Point Luck” – wyznaczonego rozkazem adm. Nimitza miejsca zgrupowania, 325 mil morskich na północny wschód od Midway.
2 czerwca, po uzupełnieniu paliwa ze zbiornikowców floty, TF-16 przybył do „Point Luck”, gdzie wkrótce przypłynął także Task Force 17 z admirałem Frankiem Fletcherem na pokładzie prowizorycznie naprawionego „Yorktowna”, który objął ogólne dowództwo nad zespołami TF17 i TF16. „Hornet” był wówczas jedynym lotniskowcem bez admirała na pokładzie i bez odpowiadającej temu autoryzacji systemu łączności na odpowiednio wysokim poziomie tajności, toteż w przeciwieństwie do „Enterprise’a” i „Yorktowna” nie otrzymywał z Pearl Harbor wszystkich aktualizacji wywiadowczych.
Około 4:30 rano 4 czerwca, adm. Nagumo wysłał 108 samolotów do uderzenia na Midway. Adm. Fletcher otrzymał pierwszy kompletny raport o pozycji i składzie japońskich sił o godzinie 06:30. Rozkazał więc natychmiastowy start grup lotniczych „Enterprise’a” i „Horneta”, podczas gdy jego własny okręt musiał oczekiwać na powrót swojej grupy lotniczej z lotu rozpoznawczego

#### „Lot donikąd”
O godzinie 6:38 szef sztabu Spruance’a przekazał na „Horneta” rozkaz z wytycznymi do operacji powietrznych (start o 7:00, „deferred departure” – opcja skoordynowanego odlotu w jednej formacji, „search-attack” – jeden dywizjon rozpoznawczy rozwinięty w formacji poszukiwawczej, grupy lotnicze poszczególnych lotniskowców miały działać niezależnie od siebie). Grupa „Horneta” otrzymała wytyczne i kurs do przechwycenia lotniskowców japońskich na odprawie przed startem. Zgodnie z ostatnimi raportami o pozycji Kido Butai, japońskie ugrupowanie uderzeniowe znajdowało się na południowy zachód, w odległości 155 mil od amerykańskich okrętów na kierunku 239°. Tymczasem kmdr. Mitscher wraz z dowódcą grupy lotniczej kmdr por. Stanhope Ringiem, wysłali samoloty „Horneta” dokładnie na zachód – w kierunku 265°. Mitscher, na podstawie meldunków wywiadu dostarczonych przed rejsem, według których japońskie ugrupowanie składa się z 4-5 lotniskowców, działających być może w dwóch niezależnych zespołach, oraz wyników rozpoznania lotniczego, które wykryło tylko 2 lotniskowce japońskie, wysyłając swoje samoloty na bardziej na północ miał zamiar uderzyć na drugi – jak sądził – niewykryty jeszcze zespół japońskich lotniskowców.
Mitscher polecił, by start grupy lotniczej odbył się wg starej, przedwojennej doktryny (najpierw samoloty myśliwskie, następnie bombowe SBD, następnie połowa eskadry torpedowej). W rezultacie samoloty które wystartowały, musiały oczekiwać w powietrzu 45 minut na podniesienie na pokład startowy i start pozostałej części eskadry VT-8, drastycznie zmniejszając w ten sposób ich promień działania. Ostatecznie grupa powietrzna „Horneta” znalazła się w powietrzu dopiero o 07:55.

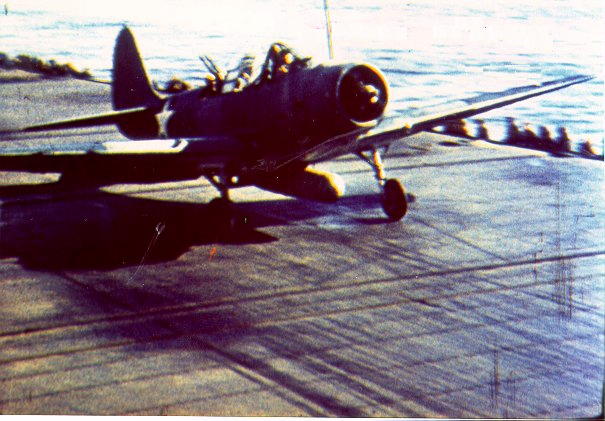
Start dowódcy VT-8 kmdra ppor. Johna Waldrona

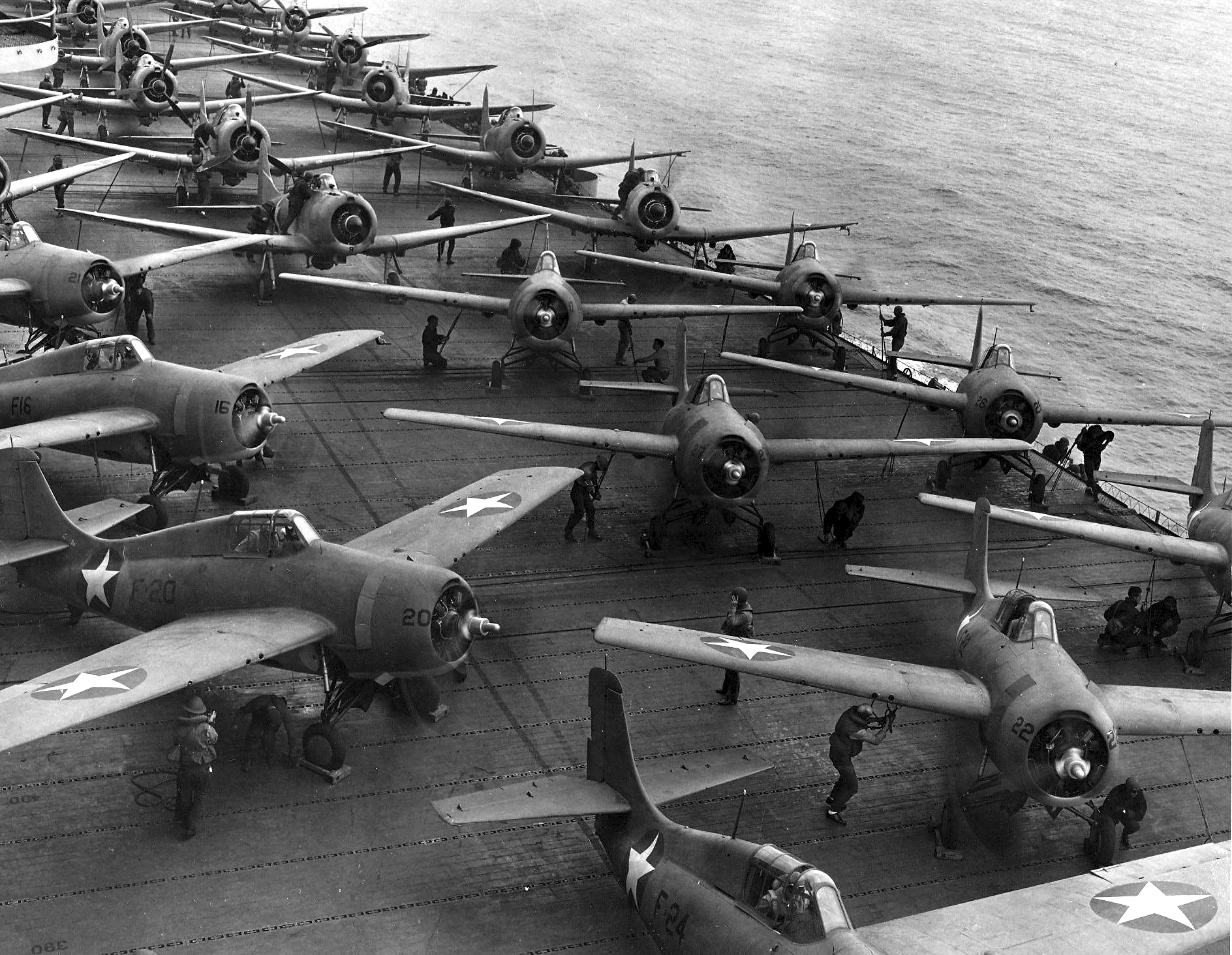
Air Group 8 przygotowująca się do „lotu donikąd”. Na pierwszym planie rozgrzewające silniki Wildcaty eskadry VF-8, w głębi Dauntlessy eskadr bombowych – rozstawienie startowe będące jedną z szeregu przyczyn nieudanego udziału „Horneta” w bitwie.

Grupa podzielona była początkowo na dwie części. Dwie eskadry bombowców nurkujących leciały wraz z 10 myśliwcami Wildcat na wysokości 20 000 stóp (6100 metrów), eskadra Devastatorów natomiast znacznie niżej, na wysokości 1500 stóp (457 metrów), tak aby myśliwce mogły w razie potrzeby przyjść z góry pomocą powolnym bombowcom torpedowym. Bombowce nurkujące SBD-3 Dauntless wyposażone były w tym locie w bomby przeciwpancerne o masie 1000 funtów (454 kg) lub 500 funtów (227 kg), zaś Devastatory w torpedy lotnicze Mark XIII.
Po 30 minutach lotu, w akcie niesubordynacji, dowodzący eskadrą torpedową VT-8 kmdr. ppor. John Waldron, który jeszcze przed startem sygnalizował, że nakazany przez kmdr. Mitshera i Ringa kierunek 265° jest błędny, wyłamał się z formacji i poprowadził swoją eskadrę w kierunku 240° – jak się okazało później wprost na Kido Butai. Pozostałe elementy formacji kontynuowały lot pierwotnym kursem, jednak w przewidywanym punkcie przechwycenia nie odnaleziono japońskiej floty. Już około godziny 09:00 piloci sygnalizowali dowódcom eskadr, że zapasy paliwa spadają poniżej poziomu zapewniającego bezpieczny powrót do „Horneta”. Zagrożeni brakiem paliwa piloci, pojedynczo i grupami – ryzykując postawieniem przed sądem wojennym – odłączali się od ugrupowania, usiłując wrócić na własny okręt. Jako pierwsze zaczęły opuszczać formację samoloty eskadry myśliwskiej. O godzinie 09:15 dowódca VF-8, bez informowania Ringa, wydał rozkaz powrotu na „Horneta” także tym samolotom eskadry, które wytrwały do tej pory w formacji. Eskadrze myśliwskiej nie udało się jednak odnaleźć swojego okrętu – zaobserwowano wprawdzie ślady torowe TF-16, jednak uznano je za ślady okrętów japońskich, i do godziny 10:50 wszystkie samoloty eskadry wodowały w oceanie
Dowódca VB-8, kpt. Robert R. Johnson, na podstawie przechwyconych radiowych rozmów załóg VT-8 atakujących siły japońskie, o 9:20 nakazał swoim podwładnym, także wbrew woli dowódcy grupy powietrznej „Horneta”, obrać kurs południowo-zachodni na przechwycenie wykrytych japońskich lotniskowców. Ponieważ jednak w tym czasie siły Kido-butai zmieniły kurs, samoloty VB-8 minęły je na trawersie nie dostrzegając ich. Ostatecznie jedna sekcja eskadry (3 samoloty), której udało się odebrać sygnały YE macierzystego okrętu, powróciła na „Horneta”, pozostałe, naprowadzone przez napotkaną PBY Catalinę, poleciały na Midway – 3 z nich musiały po drodze wodować. O 9:40 także kpt. Walter F. Rodee, dowódca VS-8, ze względu na krytycznie niski poziom paliwa, dał swojej eskadrze rozkaz powrotu na macierzysty lotniskowiec. Jedynie kmdr por. Ring kontynuował lot kursem 265° przez kolejne kilka minut, lecz w końcu też zawrócił. Wszystkie samoloty z tej grupy dotarły na „Horneta”. W rezultacie, przedpołudniowa akcja tej części grupy lotniczej „Horneta”, którą poprowadził kpt. Ring, zyskała w opracowaniach historycznych miano „lotu donikąd”.

#### Atak VT-8
Po odłączeniu się od reszty Air Group 8, kmdr ppor. Waldron nakazał swojej eskadrze utworzenie szerokiego szyku poszukiwaniowego, tak aby zwiększyć szanse na wykrycie wrogich jednostek, i około godziny 09:15 kilku pilotów zauważyło czarne smugi okrętów na horyzoncie, które właśnie ukończyły przyjmowanie na pokłady wracających znad Midway bombowców kmdra por. Jōichiego Tomonagi.

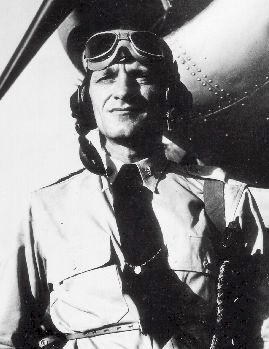
Kmdr ppor. John Waldron

Piloci eskadry VT-8 krótko przed bitwą. Jedyny ocalały w bitwie George Gay czwarty od lewej w pierwszym rzędzie. Kmdr ppor. Waldron trzeci od lewej w drugim rzędzie.

Dowódca VT-8 zmienił kurs swojej eskadry, która łagodnym ślizgiem zaczęła obniżać lot. Już jednak przed dotarciem eskadry Waldrona nad Kido Butai, VT-8 została dostrzeżona przez japoński samolot, na północny wschód od cesarskich okrętów. Dysponujące po przyjęciu samolotów możliwością nieskrępowanego manewru lotniskowce, zwiększyły prędkość i obróciły się rufami do Devastatorów, zwiększając przez to czas i dystans, który powolne samoloty musiały pokonać. Pozbawione eskorty własnych samolotów myśliwskich, samoloty torpedowe „Horneta” zostały jeden po drugim zestrzelone przez japońskich myśliwców Mitsubishi A6M „Zero” i artylerię okrętów.
Jedynym ocalałym lotnikiem eskadry był ppor. George Gay, który ze swojej uszkodzonej maszyny z nieżywym już tylnym strzelcem-radiooperatorem, zdołał zrzucić torpedę w kierunku lotniskowca z odległości 800 jardów (731 metrów), przeleciał nad jego mostkiem, po czym – ostrzeliwany przez „Zero” – z przestrzelonymi lotkami i sterami wodował wewnątrz ugrupowania japońskich okrętów. Zaatakowany przez Gaya „Sōryū” zdołał jednak wymanewrować zmierzającą w jego kierunku torpedę.
Wbrew dominującym przez dziesięciolecia po bitwie poglądom, atak VT-8 „Horneta”, nie był – podobnie jak atak VT-6 „Enterprise’a” – czynnikiem ułatwiającym atak bombowcom nurkującym przez ściągnięcie myśliwców CAP na niski pułap. Rzeczywistym wkładem eskadry torpedowej „Horneta” było pozbawienie admirała Nagumo swobody manewru i odwleczenie w czasie przygotowywanego uderzenia na lotniskowce admirała Fletchera (niemożliwe było podniesienie z hangarów samolotów i ustawienie ich na pokładach startowych lotniskowców, które gwałtownie manewrowały w celu obrony przed atakującymi samolotami). Atak VT-8 ułatwił także atak eskadrze VT-6 z Enterprise Air Group, gdyż japońskie myśliwce CAP musiały przelecieć z północnego wschodu około 30 mil na południe, celem przechwycenia samolotów torpedowych z USS „Enterprise” (CV-6).

#### Powrót grupy lotniczej

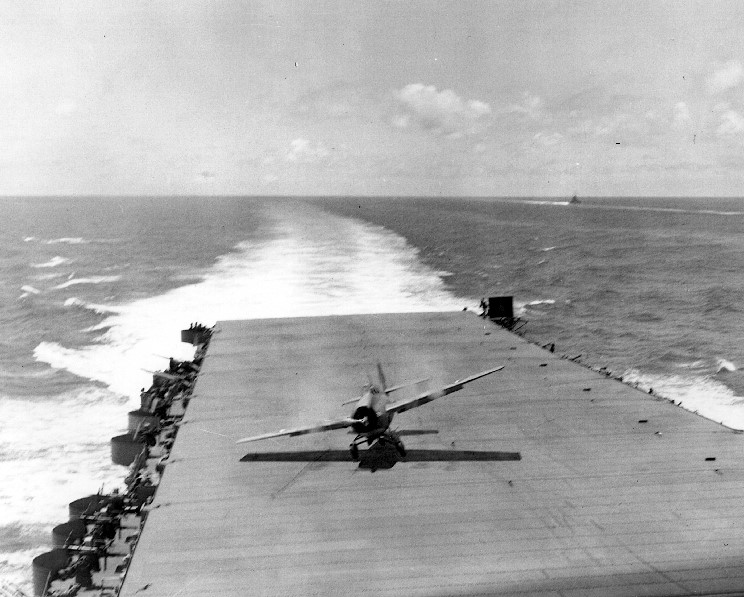
Lądujący Wildcat por. Dana Shaeedy’ego, po załamaniu się podwozia. Widoczny dym ze strzelających karabinów maszynowych na skrzydłach samolotu, które zabiły pięć osób na pokładzie „Horneta”.

Na „Hornecie” los jego grupy lotniczej długo był nieznany. W przekazach radiowych nie padały jakiekolwiek informacje identyfikujące eskadry lub ludzi, którzy mogliby należeć do grupy „Horneta”. Dopiero gdy około 11:30 na pokładzie wylądował kmdr por. Ring z częścią skrzydła lotniczego okrętu, kmdr Mitscher dowiedział się, że lot jego grupy był całkowicie bezowocny.

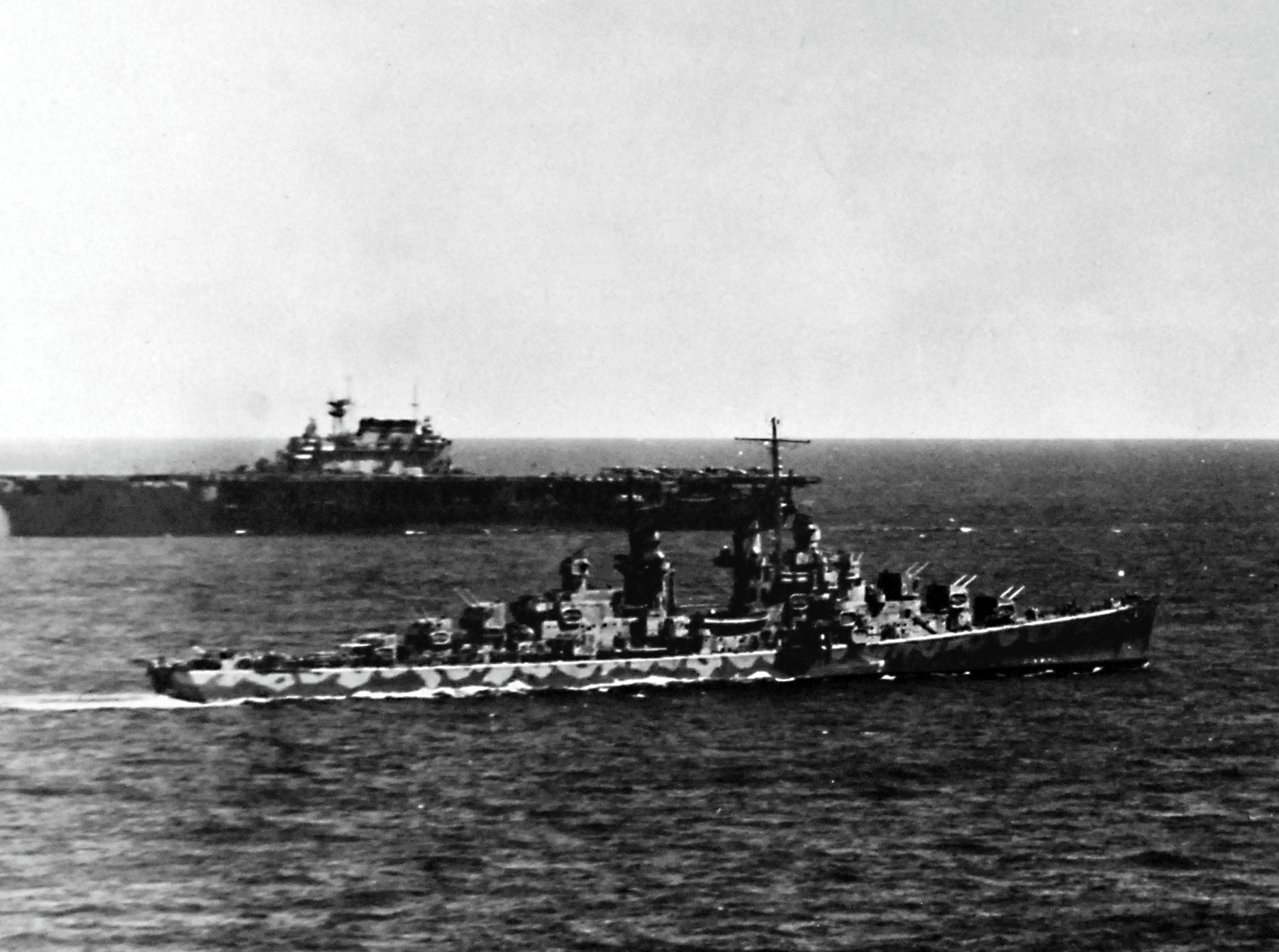
„Hornet” 6 czerwca z krążownikiem USS „Atlanta” (CL-51) swojej eskorty

Piloci, którym udało się dolecieć do Midway, po zatankowaniu tam wrócili na „Horneta”. Niektórych spośród tych pilotów, którzy zostali zmuszeni do wodowania, uratowały w następnych dniach samoloty patrolowe i kutry, jednak dwóch pilotów VF-8 nie odnaleziono. Okręt stracił ostatecznie 39 z 77 wysłanych rano samolotów, nie osiągając niczego podczas porannej akcji.
Krótko po powrocie resztek grupy Ringa japońskie samoloty zaatakowały „Yorktowna”. W obronie atakowanego okrętu flagowego admirała Fletchera wzięły udział także cztery Wildcaty z CAP „Horneta”. Ponieważ „Yorktown” został uszkodzony, „Hornet” przyjmował na swój pokład nie tylko własne maszyny CAP, ale i niektóre samoloty „Yorktowna”. Jedną z nich był uszkodzony F4F-4 Wildcat rannego porucznika Dana Shaeedy’ego z eskadry myśliwskiej VF-3 Johna Thacha. W momencie twardego przyziemienia załamało się prawe podwozie tego samolotu i uszkodzony został mechanizm spustowy karabinów maszynowych 12,7 mm myśliwca, w wyniku czego automatycznie otworzyły one ogień, zabijając pięć oraz raniąc 20 osób na pokładzie startowym „Horneta”. Jednym z zabitych został wówczas kpt. mar. Royal R. Ingersoll, syn dowódcy Floty Atlantyku adm. Royala Ingersolla.

#### Dalsze ataki
O godzinie 14:30 4 czerwca por. Samuel Adams, prowadzący z eskadrą VS-5 „Yorktowna” rozpoznanie, wykrył w namiarze 279° i odległości 110 mil od „Yorktowna” czwarty japoński lotniskowiec. Jego raport o tym dotarł o 14:45 na „Horneta” i kmdr Mitscher rozkazał swojej grupie lotniczej przygotować się do uderzenia. Nie otrzymawszy jednak natychmiastowego rozkazu przeprowadzenia ataku od adm. Spruance’a, o godzinie 15:10 zerwał gotowość grupy do startu, celem przyjęcia na pokład eskadry bombowców VB-8, która powracała z Midway oraz siedmiu myśliwców CAP. W rezultacie opóźnienia, związanego z przyjmowaniem tych samolotów, dopiero o 16:04 z „Horneta” zaczęły startować maszyny drugiej fali ataku (16 SBD z bombami 1000- i 500-funtowymi). Dwie z nich, z powodu awarii silników, musiały zawrócić, ponadto, wskutek błędnego manewrowania okrętu, pozostałe z przygotowywanych do startu samolotów (w tym maszyny dowódcy grupy i dowódców eskadr) nie mogły przystąpić do startu. Grupa „Horneta” dotarła nad „Hiryu”, gdy ten już płonął, ciężko uszkodzony godzinę wcześniej przez Dauntlessy połączonej grupy powietrznej „Enterprise” i „Yorktowna”.

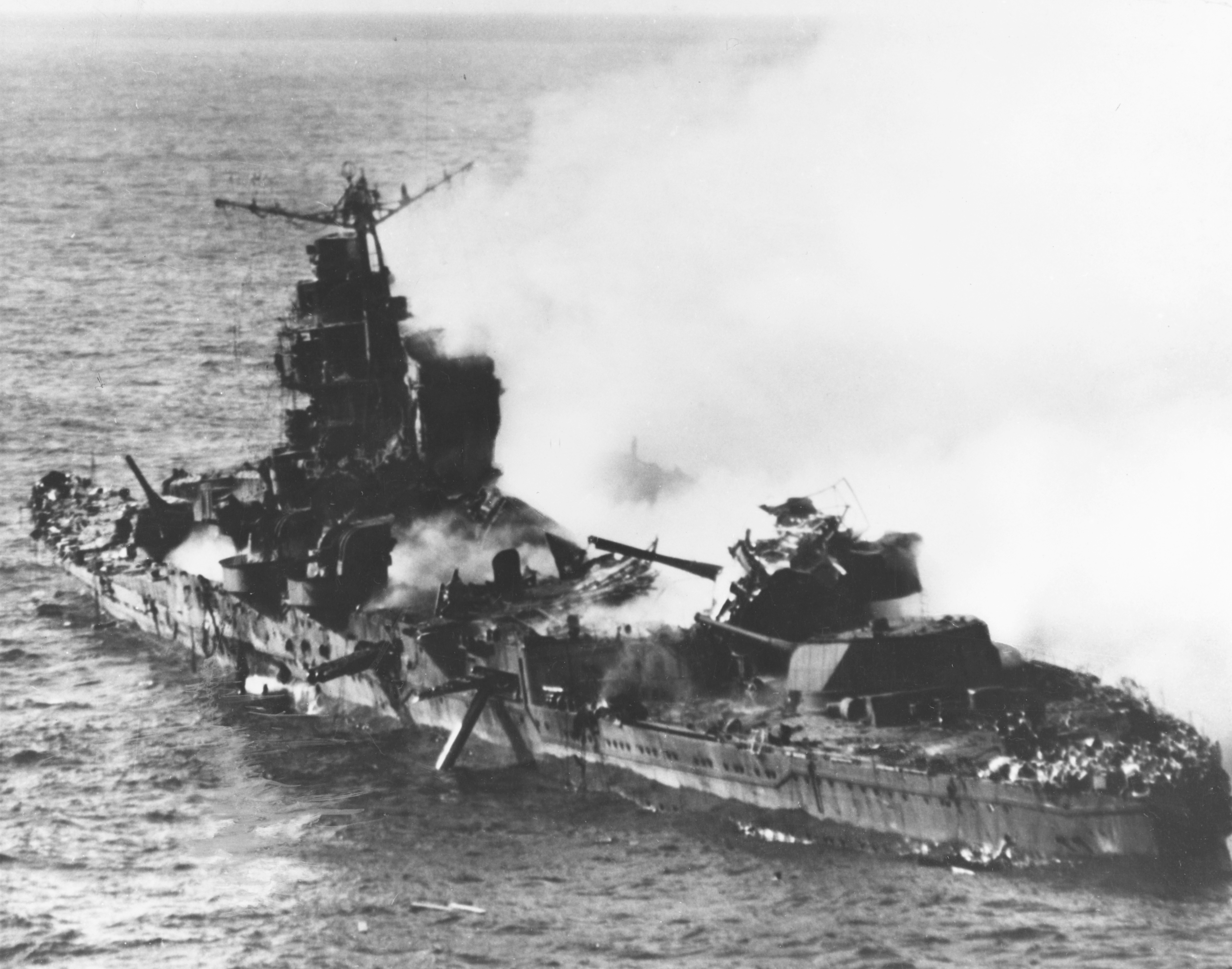
Zbombardowana przez bombowce Air Group 8 „Mikuma” tuż przed zatonięciem

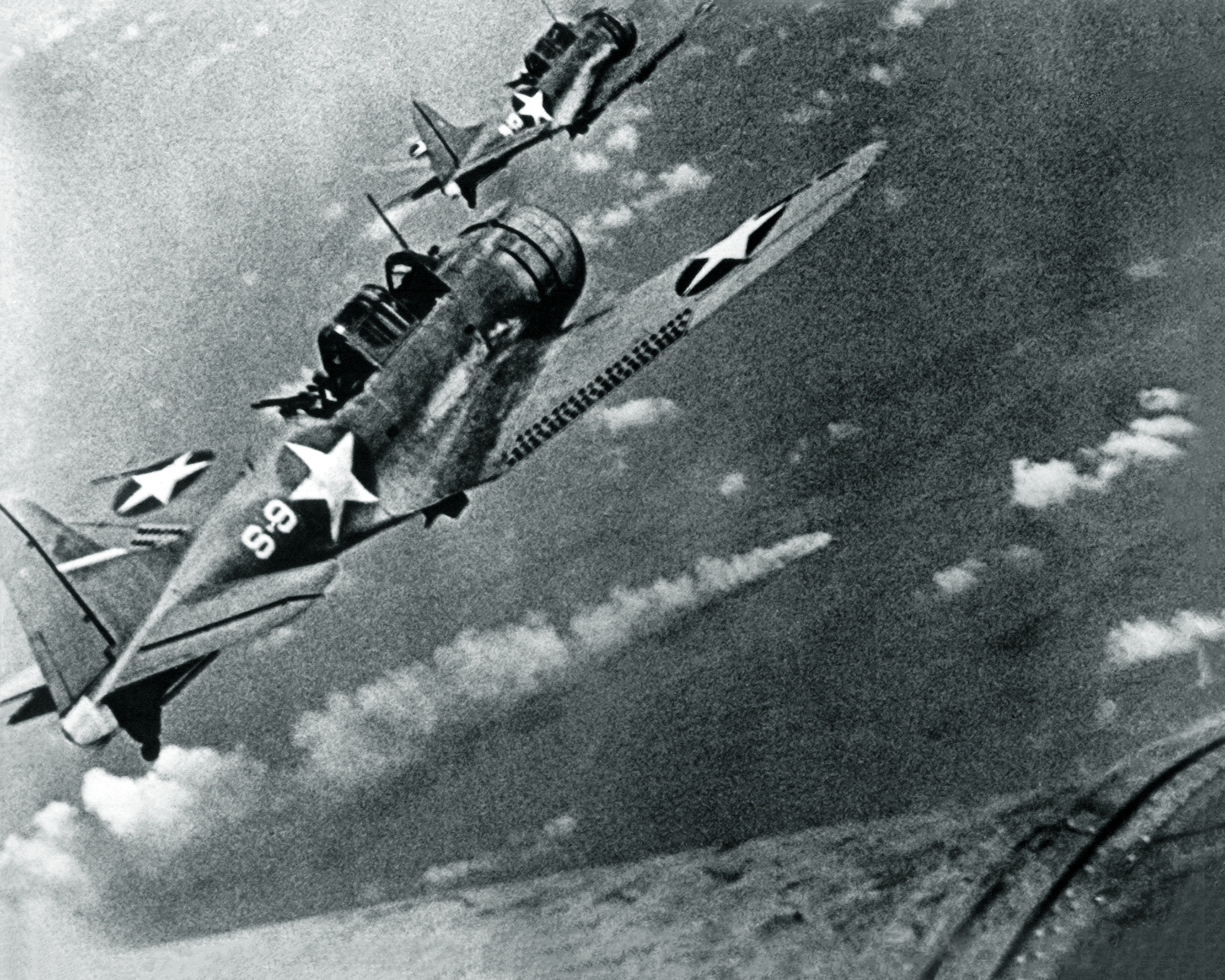
SBD-3 Dauntless z eskadry VS-8 „Horneta”, nad płonącą „Mikumą”

W związku z tym jej dowódca, por. Edgar E. Stebbins, uznał, że płonący na całej długości okręt nie jest już wartościowym celem, i podzielił więc swoją grupę do ataku na towarzyszące wciąż „Hiryu” okręty eskorty. Wobec braku w powietrzu jakichkolwiek japońskich myśliwców oraz przy relatywnie słabym ogniu przeciwlotniczym okrętów, piloci „Horneta” zgłosili trafienie pancernika 2 bombami tysiąc funtowymi i jedną 500-funtową, a także dwukrotnie trafienie ciężkiego krążownika. W rzeczywistości jednak nie trafili w ani jeden wrogi okręt, choć nie ponieśli też strat.
5 czerwca lotnictwo pokładowe TF16 poszukiwało japońskich jednostek, uszkodzonych w akcjach dnia poprzedniego. W trakcie tych poszukiwań 26 bombowców „Horneta” napotkało w odległości 278 mil od własnego lotniskowca japoński niszczyciel „Tanikaze”, który został wysłany dla ustalenia losów „Hiryu” oraz podniesienia rozbitków. Pomimo tego, że zapadał zmrok i bombowce nurkujące miały już bardzo mało paliwa, piloci przystąpili do ataku, jednak nie trafili w gwałtownie manewrującą japońską jednostkę. Powracające do TF16 samoloty „Horneta” lądowały po zmroku, dzięki zapalonym na „Enterprise” i ich własnym okręcie światłach, przy czym niektórzy piloci z braku paliwa musieli wodować.
Następnego dnia rano samoloty „Enterprise”, prowadzące rozpoznanie, wykryły wycofujące się spod Midway dwa uszkodzone w kolizji japońskie ciężkie krążowniki – „Mikuma” oraz „Mogami”. W wyniku przeprowadzonych ataków lotniczych zatopiony został krążownik „Mikuma”. Bombowce VB-8 i VS-8 w trakcie tych nalotów uzyskały 3 trafienia na „Mikumie” oraz po jednym na „Mogami” i niszczycielu „Arashio”. W bitwie o Midway „Hornet” stracił 5 SBD, 15 TBD i 12 F4F, zginęło 18 pilotów i 16 członków załóg.

### Nowa grupa lotnicza
| Dowództwo okrętu           | Dowództwo okrętu        | Dowództwo okrętu        |
| -------------------------- | ----------------------- | ----------------------- |
| kmdr. Charles Mason        |                         |                         |
| I oficer                   | kmdr por. Apollo Soucek | kmdr por. Apollo Soucek |
| oficer lotniczy            | kmdr por. Marcel Gouin  | kmdr por. Marcel Gouin  |
| dowódca pokładu            | kpt. Stephen Jurika     | kpt. Stephen Jurika     |
| Dowództwo Hornet Air Group |                         |                         |
| kmdr ppor. Walter Rodee    |                         |                         |
| Dowódca                    | Eskadra                 | Wyposażenie lotnicze    |
| kmdr ppor. Mike Sanchez    | VF-72                   | Grumman F4F-4 Wildcat   |
| kmdr ppor. A. B. Tucker    | VB-8                    | Douglas SBD-3 Dauntless |
| kmdr ppor. William Widhelm | VS-8                    | Douglas SBD-3 Dauntless |
| kpt. Edwin Parker          | VT-6                    | Grumman TBF Avenger     |

11 czerwca 1942 roku, jeszcze przed powrotem do Pearl Harbor, „Hornet” otrzymał z przewożącej samoloty „Saratogi” 10 bombowców torpedowych TBF-1 Avenger, które zaczęły tymczasowo tworzyć odtworzoną VT-8, oraz dziewięć SBD Dauntless celem uzupełnienia strat. Do 25 sierpnia „Hornet” otrzymał niemal całkowicie nową grupę lotniczą. Stanowiska opuścili wszyscy oficerowie dowództwa lotniczego, większość też doświadczonych pilotów została przeniesiona do innych eskadr bądź wysłana do Stanów Zjednoczonych. Dowództwo lotniskowca objął kmdr. Charles Mason. Kmdr. Mitscher zaś 13 czerwca 1942 roku przedstawił oficjalny raport bojowy, który do dziś jest przedmiotem kontrowersji, zwłaszcza w zakresie kursu bojowego grupy lotniczej „Horneta” 4 czerwca rano. Wątpliwości i kontrowersje związane z uczestnictwem USS „Hornet” (CV-8) w bitwie pod Midway oraz sprzeczności w raporcie Mitschera spowodowały także, że były dowódca „Horneta” i jeden z pionierów amerykańskiego lotnictwa morskiego utracił zaufanie dowódcy Floty Pacyfiku adm. Nimitza, i na dłuższy czas został odsunięty od dowodzenia lotnictwem pokładowym. Dotychczasowy zastępca dowódcy George Henderson przeszedł do pracy biurowej w przygotowaniu do objęcia dowództwa lekkiego lotniskowca USS „Princeton” (CVL-23).

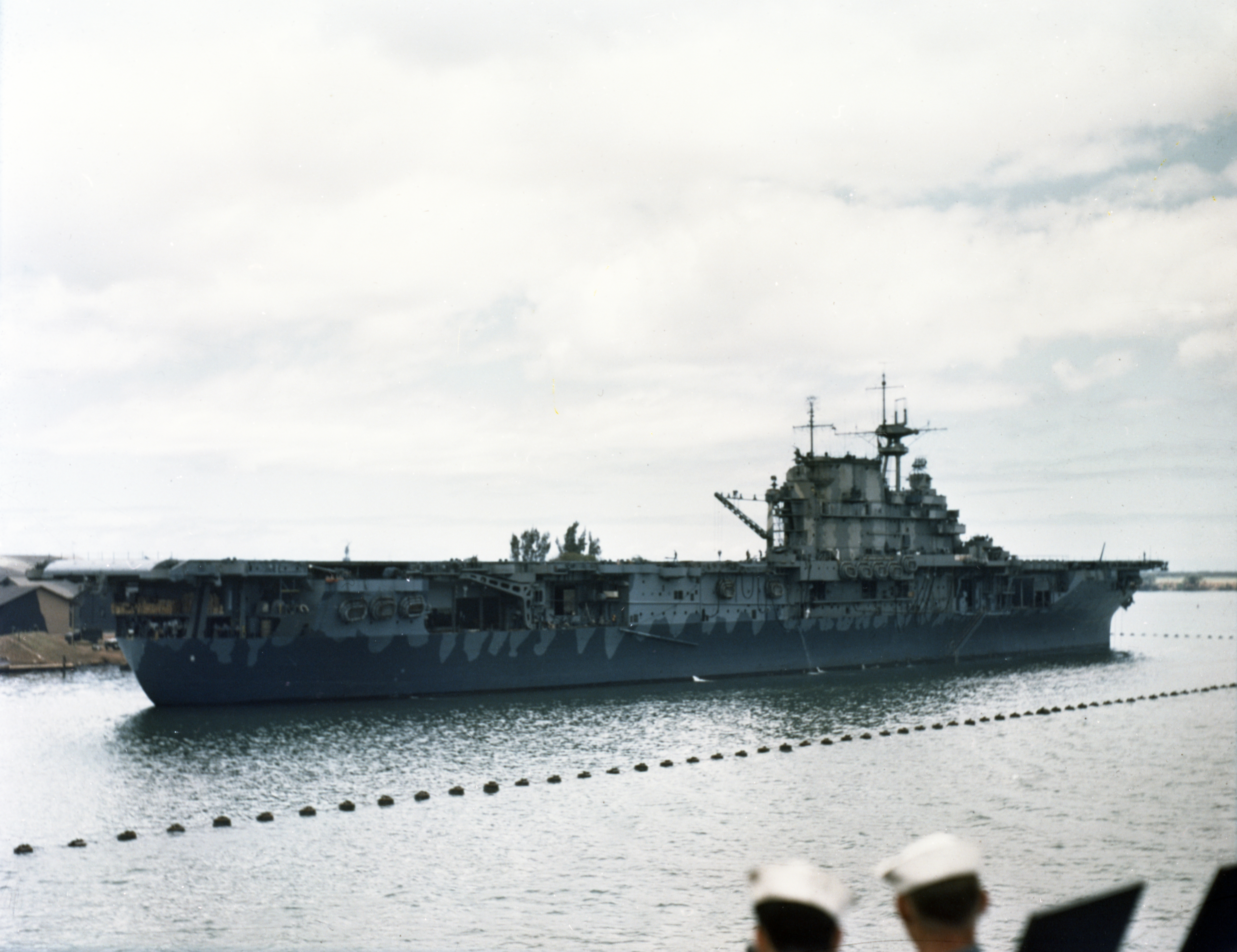
„Hornet” w Pearl Harbor w lipcu 1942 roku

Nie cieszący się dotąd szacunkiem pilotów dotychczasowy dowódca grupy lotniczej Stanhope Ring, po powrocie okrętu do Pearl Harbor spotykał się z daleko posuniętym ostracyzmem wśród nich, i wkrótce został odesłany na stanowisko biurowe na kontynencie. Oficer lotniczy kmdr por. Apollo Soucek został I oficerem okrętu, zaś nawigator Frank Aker opuścił stanowisko, udając się do Waszyngtonu z przydziałem na stanowisko w departamencie marynarki. Jego stanowisko na „Hornecie” objął kmdr por. Robert Lockhart, natomiast oficerem lotniczym mianowany został kmdr por. Marcel Gouin.
Na miejsce kmdr ppor. Ringa dowódcą Hornet Air Group został mianowany dotychczasowy dowódca VS-8 kmdr ppor. Walter Rodee, dowództwo zaś całkowicie nowej eskadry torpedowej, oznaczonej jako VT-6, objął kpt. Edwin Parker, który w bitwie na Morzu Koralowym wyróżnił się brawurowym atakiem na Shōkaku. Eskadra ta otrzymała nowe samoloty torpedowo-bombowe Grumman TBF Avenger. Piloci eskadry myśliwskiej VF-8 zostali stopniowo rozdysponowani, 25 sierpnia zaś eskadra została rozwiązana. W jej miejsce utworzona została nowa eskadra VF-72, przy czym „Hornet” otrzymał 36 nowych maszyn F4F-4 Wildcat przyprowadzonych przez kmdr ppor. Mike’a Sancheza, któremu zostało powierzone dowództwo nowej eskadry. Dowództwo VB-8 otrzymał jej dotychczasowy pilot kpt. A. B. Tucker, natomiast dowódcą VS-8 został kmdr ppor. William „Gus” Wilhelm.
Nieuszkodzony w trakcie bitwy okręt nie został poddany żadnym naprawom, jednak nie spełniająca nadziei antena radaru SC została zastąpiona anteną radaru CXAM ściągniętą z uszkodzonego w Pearl Harbor pancernika USS „California” (BB-44).

### Kampania na Salomonach
17 sierpnia 1942 roku, niemal dwa tygodnie po rozpoczęciu kampanii na Wyspach Salomona, „Hornet” opuścił Pearl Harbor i w towarzystwie dwóch krążowników, sześciu niszczycieli oraz zbiornikowca, popłynął na południowy Pacyfik. Z ponad setką samolotów na pokładzie i towarzyszącymi mu jednostkami, utworzył wówczas Task Force 17 – pod dowództwem byłego dowódcy „Enterprise” kontradmirała Georga Murraya – i udał się na Wyspy Salomona. W ten sposób „Hornet” po raz pierwszy płynął z oficerem flagowym na pokładzie. Wkrótce po przybyciu w rejon Salomonów, krótko po bitwie koło Wschodnich Wysp Salomona, okręt dostarczył Wildcaty dla Cactus Air Force na Guadalcanalu, później został przydzielony do zespołu z lotniskowcem USS „Wasp” (CV-7), celem zapewnienia ochrony powietrznej dla transportu 7. pułku marines, będącego częścią broniącej się na wyspie 1. Dywizji Marines.

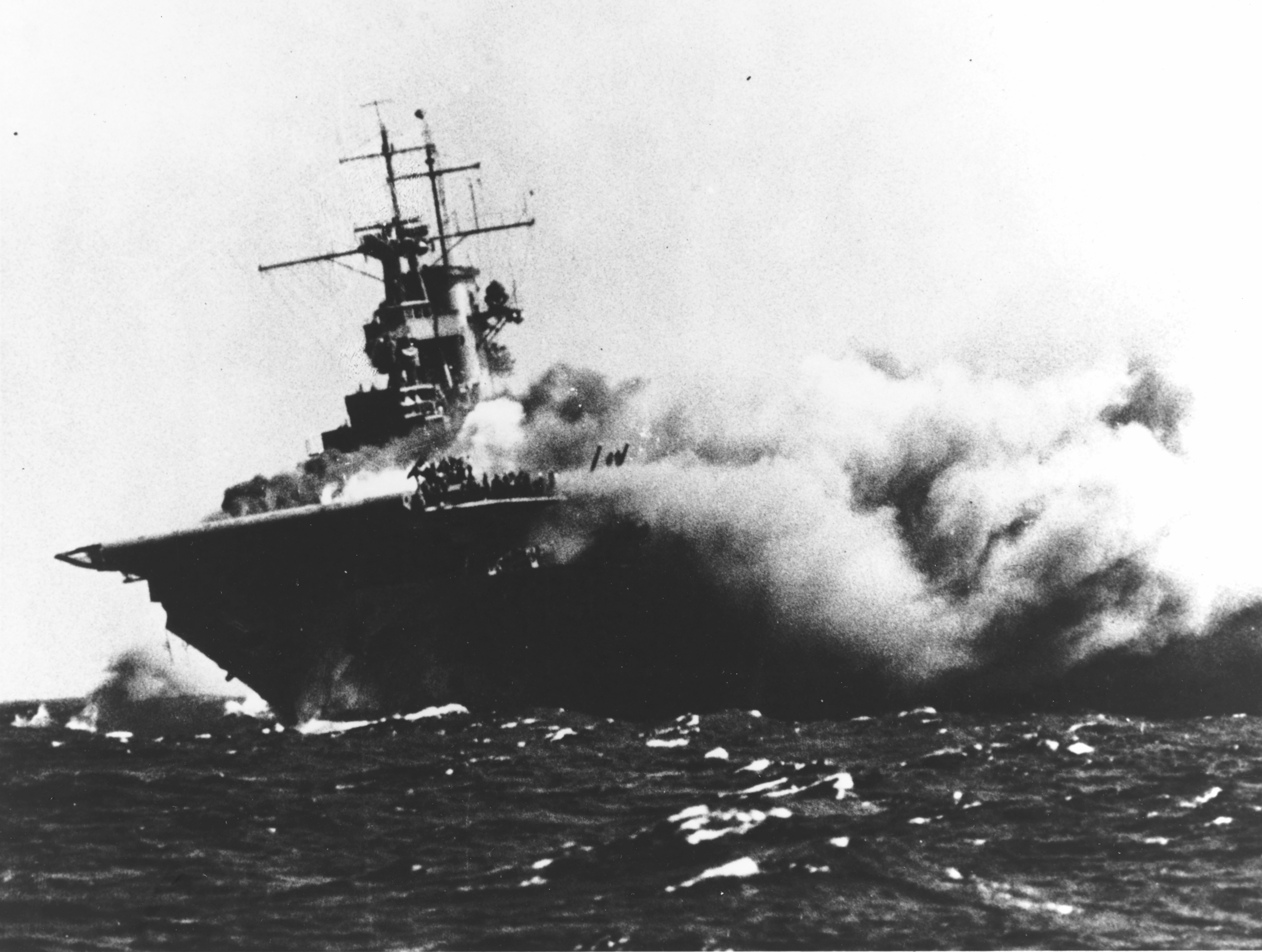
Płonący USS „Wasp” (CV-7) po storpedowaniu

15 września zespół amerykański został zaatakowany przez japoński okręt podwodny I-19. „Wasp” trafiony został dwoma bądź trzema torpedami, jedna z pozostałych 3 torped wz. 95 salwy zagroziła „Hornetowi”, który zdołał ją jednak wymanewrować dzięki ostrym zwrotom na ster- i bakburtę.
W związku z tym wydarzeniem, na „Hornecie” zarządzono wielki program zdzierania farb i innych materiałów łatwopalnych z wnętrza okrętu, który do 30 września został ukończony w 50 procentach. Na poczekaniu opracowano też specjalny system utrzymywania sekcji zbiorników paliwa lotniczego w stałym wypełnieniu gazem obojętnym CO2, oraz stałego wypełnienia przewodów paliwowych dwutlenkiem węgla w każdej chwili, gdy nie są wykorzystywane. Drastycznie zwiększono liczbę ćwiczeń zespołów kontroli uszkodzeń, opracowano nawet nowy usprawniony system zaopatrywania w żywność członków załogi oraz marines na stanowiskach bojowych podczas alarmu bojowego. Tymczasem do końca września okręt prowadził patrole, po czym udał się do Numei w Nowej Kaledonii. W drodze przeprowadził ćwiczenia z awaryjnego opuszczania okrętu, podczas których 60% załogi opuściło jednostkę po linach na tratwy ratunkowe i łodzie.

#### Rajd na Wyspę Bougainville’a
Po krótkim pobycie w Nowej Kaledonii, wykorzystanym na pobranie zaopatrzenia, „Hornet” wyszedł z Numei jako trzon Task Force 17 w towarzystwie ciężkich krążowników USS „Northampton” (CA-26) i „Pensacola” (CA-24) oraz krążowników przeciwlotniczych „Juneau” (CL-52) i „San Diego” (CL-53). W tym czasie wojska japońskie okupowały wszystkie wyspy Salomonów na północ od Guadalcanalu, na rozkaz adm. Yamamoto budując na kilku z nich nowe lotniska. Wyspy te zapewniały też wygodne kotwicowiska dla krążowników, niszczycieli i transportowców, skąd mogły przeprowadzać nocne dostawy i rajdy w kierunku Guadalcanalu. Celem zakłócenia ich operacji samoloty Cactus Air Force z Guadalcanalu zaatakować miały japońskie lotniska i żeglugę w pobliżu Zatoki Rekata na północy Santa Isabel, ciężkie bombowce Boeing B-17 Flying Fortress z Espiritu Santo japońskie bazy na wyspie Buka w pobliżu wyspy Bougainville’a, Dauntlessy natomiast Air Group 8 zaatakować miały lotniska na samej wyspie Bougainville’a i kotwicowiska w pobliżu Faisi. Atak „Horneta”, przeprowadzony 5 października wcześnie rano, okazał się jednak bardzo nieefektywny. Przy złej pogodzie i niskiej podstawie chmur, 57 samolotów grupy uderzeniowej, przy panującym jeszcze mroku, nie było w stanie utrzymać jednolitej formacji, toteż grupa podzieliła się na odrębne zespoły, które miały trudności w odnalezieniu celów. Poszczególni piloci Dauntlessów i uzbrojonych w bomby zamiast torped Avengerów raportowali wprawdzie trafienie ciężkiego krążownika oraz transportowca, jednak jednostki te nie odniosły prawdopodobnie żadnych uszkodzeń. Kilku pilotów myśliwskich Wildcatów raportowało także ostrzelanie japońskich niszczycieli. Osiem – ogółem – zrzuconych w tym rajdzie bomb 1000-funtowych (453 kg) i 32 bomby 500-funtowe, wyrządziło jedynie minimalne szkody siłom japońskim.
Rajd „Horneta” na Wyspę Bougainville’a nie był więc sukcesem z taktycznego punktu widzenia, nie był jednak bezowocny. Zakłócił bowiem japońskie operacje w rejonie, co umożliwiło odpowiadającemu za konwoje na Guadalcanal adm. Richmondowi Turnerowi, zapoczątkowanie dostawy pierwszego od lądowania dwa miesiące wcześniej wzmocnienia garnizonu na wyspie. W drodze powrotnej „Horneta” na stały akwen jego patroli 170 mil na południowy zachód od Guadalcanalu, jego myśliwce CAP zestrzeliły parę wysłanych na jego poszukiwania japońskich bombowców Mitsubishi typu 97. Radar CXAM „Horneta” wykrył też trzeci bombowiec, jednak wysłane na jego przechwycenie Wildcaty zidentyfikowały go jako prowadzącego rozpoznanie dalekiego zasięgu amerykańskiego B-17, wschodzącego w skład sił powietrznych dowodzonych przez gen. Douglasa MacArthura.

#### Bitwa pod Santa Cruz
Od początku października 1942 japońskie dowództwo planowało ofensywę, mającą na celu przejęcie kontroli nad wyspą Guadalcanal i znajdującym się na niej lotniskiem. Na potrzeby tej ofensywy adm. Yamamoto zgromadził na Salomonach siły Połączonej Floty, w składzie czterech pancerników, dwóch lotniskowców floty, trzech lotniskowców lekkich, ośmiu krążowników ciężkich i trzech lekkich, a także 37 niszczycieli, pod ogólnym dowództwem wiceadmirała Nobutake Kondō. Adm. Nimitz, dzięki pracy wywiadu, znał zamierzenia przeciwnika, jednak początkowo, po uszkodzeniu bombami „Enterprise” 24 sierpnia, storpedowaniu „Saratogi” 31 sierpnia i zatopieniu „Waspa” 15 września, jedynym zespołem operacyjnym na południowym Pacyfiku, który mógł przeciwstawić siłom japońskim, był TF-17 z USS „Hornet”. Dopiero 24 października, na północny zachód od Nowych Hebrydów, dołączył do tego zespołu powracający z remontu w Pearl Harbor USS „Enterprise” (CV-6) ze swoim zespołem operacyjnym (TF-16). Zespoły operacyjne obydwu lotniskowców utworzyły Task Force 61 pod dowództwem adm. Thomasa Kinkaida.
Wcześnie rano 25 października jednostki japońskiej armii na Guadalcanalu bezpodstawnie poinformowały adm. Yamamoto o zdobyciu Henderson Field, w związku z czym siły Połączonej Floty okrążając od północnego wschodu wyspę Malaita wyruszyły na południe. W tym czasie Task Force 61 z „Enterprise” i „Hornetem” zmierzał im naprzeciw. O 13:10 PBY Catalina z Espiritu Santo zlokalizowała dwa japońskie lotniskowce 360 mil na północ, płynące kursem południowo-wschodnim z prędkością 25 węzłów. Task Force 61 płynął na północny zachód od Santa Cruz, oczekując na wejście japońskich okrętów w pole zasięgu jego grupy uderzeniowej, zaś „Enterprise” – który dopiero co powrócił z remontu na Hawajach – wysłał na „Horneta” trzy Dauntlessy i dwa Avengery, celem uzupełnienia strat operacyjnych CV-8 z ostatnich kilku tygodni. Po potwierdzeniu przez „Horneta” pomyślnego lądowania przetransferowanych maszyn, okręt flagowy TF17 miał pod pokładem startowym 85 samolotów, w tym 31 SBD Dauntless (VS-8 i VB-8), 16 TBF Avenger (VT-6) i 38 F4F Wildcat (VF-72).

##### Atak Air Group 8
Gdy następnego dnia tuż po 8 rano para prowadzących rozpoznanie Dauntlessów z VS-6 „Enterprise’a” ponownie zlokalizowała dwa japońskie lotniskowce z eskortą w odległości 200 mil na północny zachód, to na grupie powietrznej „Horneta” spoczywać miał główny ciężar amerykańskiego uderzenia, podczas gdy maszyny „Big E” prowadzić miały przede wszystkim rozpoznanie i mniejsze ataki. 29 maszyn pierwszej grupy uderzeniowej „Horneta”, pod ogólnym dowództwem kmdr ppor. Gusa Wilhelma, jako pierwsze znalazły się w powietrzu. Natychmiast po starcie pierwszej grupy „Horneta”, windy pokładowe rozpoczęły podnoszenie na pokład startowy maszyn drugiej fali uderzenia Hornet Air Group, która korzystając z otwieranych ścian hangaru „Horneta”, przygotowywała się do startu już na pokładzie hangarowym. Druga grupa „Horneta”, prowadzona była przez dowódcę jego grupy lotniczej (CHAG – Commander, Hornet Air Group) kmdr por. Waltera Rodee. O godzinie 9.10 wszystkie samoloty grup uderzeniowych HAG były w powietrzu. Na „Hornecie” pozostało 25 maszyn myśliwskich, do pełnienia roli CAP nad własnym zespołem.
| kmdr ppor. Gus Wilhelm | kmdr ppor. Gus Wilhelm     | kmdr ppor. Gus Wilhelm | kmdr ppor. Gus Wilhelm |
| ---------------------- | -------------------------- | ---------------------- | ---------------------- |
| VF-72                  | kmdr ppor. Mike Sanchez    | 8                      | F4F Wildcat            |
| VS-8                   | kmdr ppor. William Widhelm | 7                      | SBD Dauntless          |
| VB-8                   | kpt. James Vose Jr.        | 8                      | SBD Dauntless          |
| VT-6                   | kpt. Edwin Parker          | 6                      | TBD Avenger            |

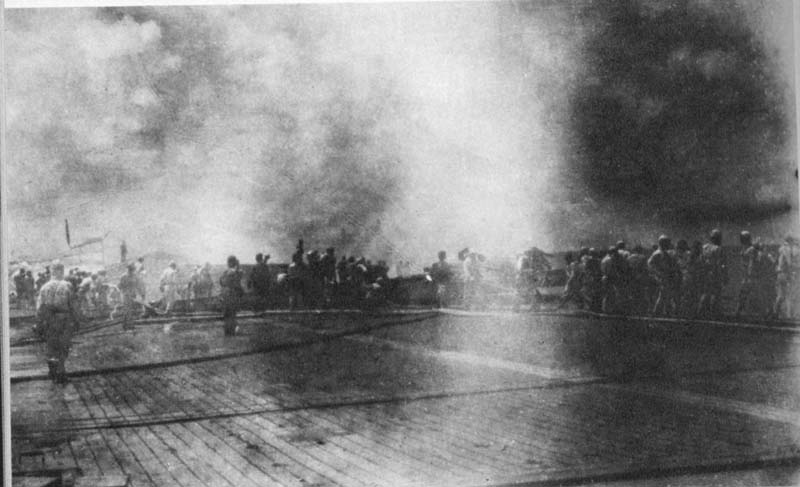
Pożar na pokładzie startowym „Shōkaku”, po trafieniu okrętu przez 3 do 6 bomb zrzuconych przez Dauntlessy eskadry VS-8

W drodze do Kido Butai samoloty Air Group 8 minęły się w powietrzu z lecącą w przeciwnym kierunku japońską formacją uderzeniową. O godzinie 10:30 formacja odnalazła „Shōkaku” i „Zuihō”, do tego czasu Wildcatom eskadry VF-72 udało się nie dopuścić Mitsubishi A6M „Zero” do Dauntlessów HAG.
Ponieważ „Zuiho” płonął już po dwóch wcześniejszych trafieniach w pokład startowy przez samotną parę SBD z eskadry rozpoznawczej „Enterprise’a”, toteż Dauntlessy weszły w lot nurkowy, atakując bombami 1000-funtowymi okręt flagowy, „Shōkaku”.
Dowodzący eskadrą rozpoznawczą „Horneta” kmdr ppor. William „Gus” Widhelm, został w czasie podejścia do nurkowania zaatakowany przez dwa myśliwce „Zero”. Pierwszy z nich, który atakował czołowo, został przez Wilhelma zestrzelony, drugi jednak uszkodził silnik jego SBD, toteż dowódca VS-8 został zmuszony do przymusowego wodowania, i wraz z tylnym strzelcem/radiooperatorem został później wyłowiony z wody.
Mimo silnego ognia przeciwlotniczego, nurkujące bombowce „Horneta” zdołały trafić w pokład startowy „Shōkaku” trzema 1000-funtowymi bombami przeciwpancernymi, które przebiły się przez górny pokład i eksplodowały wewnątrz jednostki. Zespoły kontroli uszkodzeń „Shōkaku” zdołały wprawdzie opanować wywołany bombami pożar, jednak okręt utracił zdolność przyjmowania i wysyłania samolotów, została też sparaliżowana łączność jednostki, dlatego, na rozkaz admirała Nagumo, „Shōkaku” wyszedł z bitwy i udał się na północ.
| CHAG kmdr por. Walter Rodee | CHAG kmdr por. Walter Rodee | CHAG kmdr por. Walter Rodee | CHAG kmdr por. Walter Rodee |
| --------------------------- | --------------------------- | --------------------------- | --------------------------- |
| VF-72                       | kpt. Warren Ford            | 7                           | F4F Wildcat                 |
| VS-8                        | kpt. Edgar Stebbins         | 3                           | SBD Dauntless               |
| VB-8                        | kpt. John Lynch             | 6                           | SBD Dauntless               |
| VT-6                        | kmdr por. Walter Rodee      | 9                           | TBD Avenger                 |

W czasie gdy VS-8 atakowała „Shōkaku”, prowadzone przez zastępcę jej dowódcy kilka samolotów eskadry VB-8 – nie mogąc odnaleźć lotniskowców – odnalazło i zaatakowało krążownik „Chikuma” i trzy towarzyszące mu okręty 8. dywizjonu krążowników dowodzone przez adm. Chūichi Harę. Mimo bardzo silnego ognia przeciwlotniczego, Dauntlessy zdołały trafić w okręt dwiema 1000-funtowymi bombami, jedna z nich detonowała na pomoście bojowym krążownika raniąc jego dowódcę oraz zabijając kilkunastu oficerów i marynarzy, druga zaś rozerwała urządzenia kontroli artylerii głównej i uszkodziła jedną z wyrzutni torpedowych. Atak ten poprzedził atak wykonany przez grupę samolotów z VB-10 USS „Enterprise”, który spowodował dalsze uszkodzenia ciężkiego krążownika. Wkrótce potem, „Chikumę” zaatakowało kilka uzbrojonych w 500-funtowe bomby Avengerów, które uszkodziły inną z wyrzutni torpedowych oraz zniszczyły wodnosamolot, zaraz zaś później, inna grupa Avengerów z VT-8 – uzbrojona w torpedy – zaatakowała krążownik „Tone”, okręt flagowy adm. Hary. Atak samolotów torpedowych był nieskuteczny: dwie zrzucone torpedy Mark XIII zdefektowały w wodzie, jedna zablokowała się w luku bombowym, trzy pozostałe zaś zostały wymanewrowane przez krążownik.
Straty własne grupy powietrznej „Horneta” w ataku na japońskie okręty stanowiły dwa zestrzelone Wildcaty oraz dwa Dauntlessy. Żadna z japońskich jednostek nie została zatopiona, jednak atak Air Group 8 wyłączył z walki lotniskowiec „Shōkaku” i uszkodził krążownik „Chikuma”.

##### Obrona „Horneta”

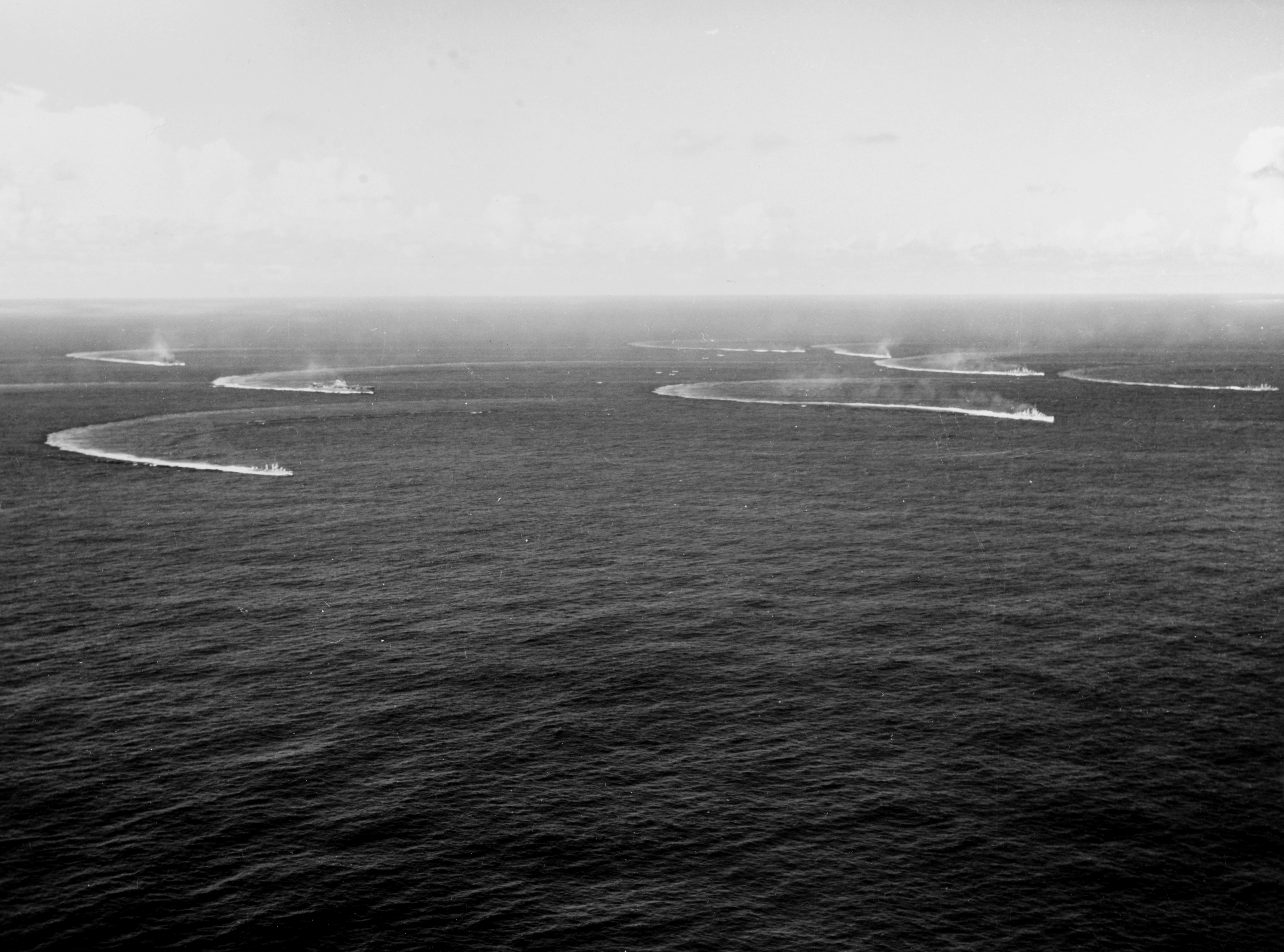
Task Force 17 w ostrych manewrach podczas porannego ataku. „Hornet” widoczny jest trzeci z lewej strony.

Japońska grupa lotnicza wystartowała zanim lotniskowce znalazły się pod uderzeniem amerykańskim. Japońską formację prowadzili kmdr ppor Mamoru Seki oraz kmdr ppor Shigeharu Murata. Pierwszy raport o zbliżających się bombowcach kmdr Murray otrzymał o 09:30. Obsługa pokładu startowego szybko przygotowała i wypuściła w powietrze zespół samolotów CAP (15 maszyn), opróżniono z paliwa przewody paliwowe, które wypełniono następnie CO2, po czym cała obsługa pokładów startowego i hangarowego, została odesłana do wolnych pomieszczeń nadbudówki, celem schronienia się przed atakiem. Ponieważ krótko po godzinie 10:00 „Enterprise” z okrętami swojej eskorty wszedł w szkwał, który ukrył go przed wrogimi samolotami, całe japońskie uderzenie skoncentrowało się na „Hornecie”. Japońskie ugrupowanie uderzeniowe zostało zlokalizowane w pobliżu okrętów przez radar CXAM krążownika USS „Northampton” (CA-26) z eskorty „Horneta”, nie zostało jednak wykryte przez radary żadnego z lotniskowców, zaś przekazana flagami kodu sygnałowego informacja o tym, dotarła na lotniskowce zbyt późno. Do obrony CV-8 zostały skierowane wszystkie dostępne samoloty CAP obu amerykańskich okrętów lotniczych, jednak niedoświadczony oficer, kierujący z pokładu „Enterprise” obroną myśliwską (FDO – Fighter Director), przekazywał pilotom w powietrzu informacje o kącie podejścia wrogiej formacji w relatywnej pozycji względem kursu „Enterprise”, która to informacja była bezużyteczna dla tych pilotów myśliwców, którzy nie mieli „Enterprise” w zasięgu wzroku. W wyniku wywołanego tym zamieszania, osiem myśliwców przeszło na naprowadzanie przez FDO „Horneta”. W rezultacie, przy pochmurnej pogodzie, większość z 37 Wildcatów prowadzących CAP nie przechwyciła wrogich samolotów, aż do momentu, gdy te znajdowały się już nad „Hornetem”. Jedynie osiem maszyn, które przeszły na naprowadzanie przez „Horneta”, zdołało zaatakować samoloty japońskie, zanim te rozdzieliły ugrupowanie w celu przeprowadzenia skoordynowanego ataku.

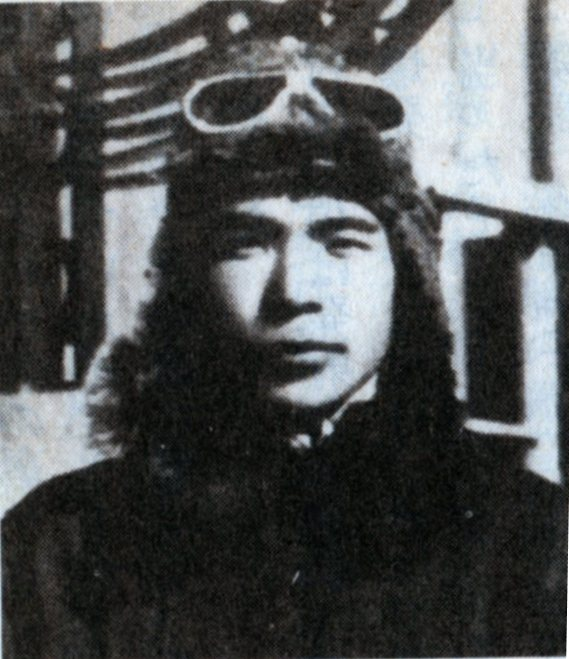
Kmdr por. Shigeharu Murata, twórca japońskiego lotnictwa torpedowego, zginął 26 października prowadząc japońską grupę uderzeniową w pierwszym ataku na „Horneta”

Działanie CAP nie zapobiegło wprawdzie japońskiemu atakowi, spowodowało jednak, że zwarta dotąd japońska formacja uległa pewnemu rozproszeniu. Prowadzący eskadrę „Vali” por. Takahashi zmuszony został przez Wildcaty do wykonania ostrego uniku, który zablokował jego ster kierunku, i w rezultacie do przerwania ataku, przekazania dowództwa, zrzucenia bomby do morza oraz powrotu do własnych okrętów. Ogółem piloci ośmiu Wildcatów VF-72 raportowali zestrzelenie czterech „Vali” i jednego „Zero”, a także prawdopodobne zestrzelenie 7 innych bombowców nurkujących. W rzeczywistości, trzy „Vale” zostały zestrzelone trzy zaś ciężko uszkodzone, żaden natomiast „Zero” z lotniskowca „Zuikaku” nie został na tym etapie walki zestrzelony przez CAP. VF-72 straciła jednak dwóch pilotów, którzy zostali zestrzeleni i zginęli, oraz jeden F4F który po uszkodzeniu został zmuszony do wodowania, jego pilot jednak przeżył.

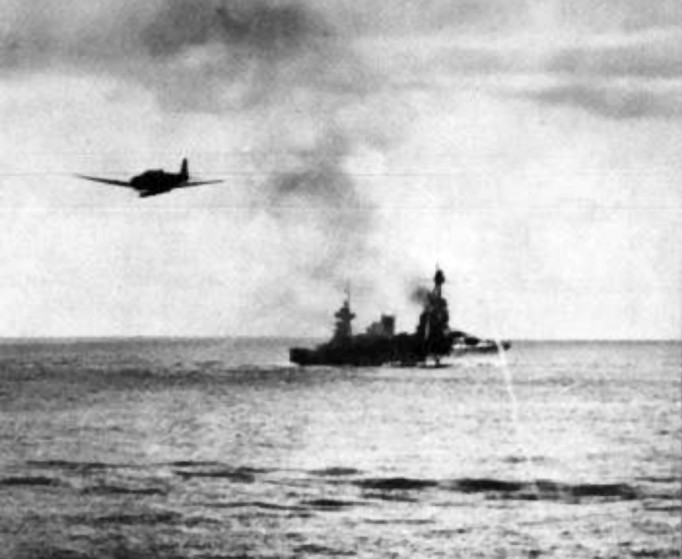
Ciężki krążownik USS „Northampton” (CA-26) z pierścienia eskorty „Horneta” ostrzeliwujący jeden z atakujących lotniskowiec bombowców torpedowych Nakajima B5N „Kate”. W chwili wykonania zdjęcia, „Northampton” znajdował się za rufą „Horneta”.

Obronę przeciwlotniczą w pierwszej części bitwy zapewniały też „Hornetowi” pozostałe okręty TF-17: dwa ciężkie krążowniki USS „Northampton” (CA-26) i „Pensacola” (CA-24), dwa lekkie krążowniki przeciwlotnicze „San Diego” (CL-53) i „Juneau” (CL-52) oraz tworzące 2. Eskadrę Niszczycieli USS „Morris” (DD-417), „Anderson” (DD-411), „Hughes” (DD-410), „Mustin” (DD-413), „Russell” (DD-414) i „Barton” (DD-599). Wszystkie jednostki nawodne tworzyły wokół okrętu flagowego pierścień obrony o średnicy 4000 jardów (3600 metrów). „Hornet” został jednak zaatakowany przez zbyt dużą liczbę Aichi D3A „Val”, toteż większość japońskich bombowców nurkujących przedarła się przez amerykański ogień zaporowy. Niektóre ze zrzuconych bomb okręt zdołał wymanewrować, jednak nie wszystkie.
Jeden z pilotów bombowców „Val”, chor. Sato, po uszkodzeniu swojego samolotu ogniem przeciwlotniczym, skierował swoją maszynę w nadbudówkę okrętu. O godz. 10.14 jego samolot zahaczył skrzydłem o komin, odbił się od niego i rozbił się na pokładzie startowym, na wysokości grodzi 84. Płonące paliwo lotnicze z rozbitego zbiornika zalało nadbudówkę, gdzie zginęło 7 sygnalistów, wdarło się także do ready room, pomieszczenia konferencyjnego pilotów eskadry VS-8. Bomba przenoszona przez samolot wpadła przez wybitą dziurę na pokład hangarowy, ale nie wybuchła – mar. W.D. McFetrich zabezpieczył ją, unieruchomił i pilnował przez resztę bitwy, za co został odznaczony Srebrną Gwiazdą.

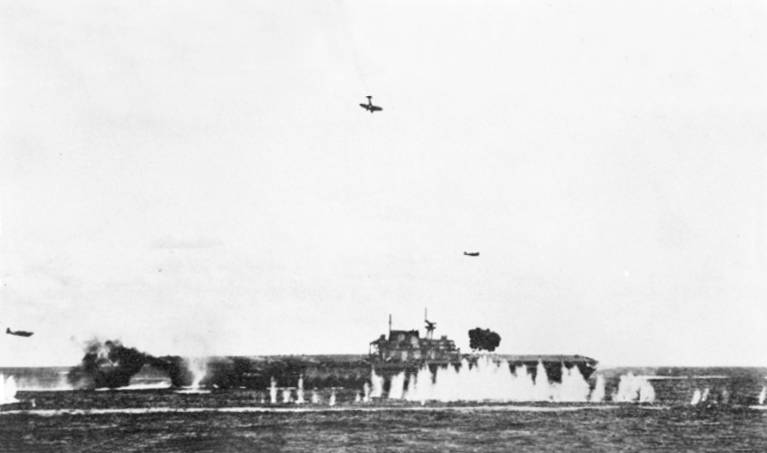
USS „Hornet” (CV-8) pod atakiem dwóch japońskich bombowców torpedowych Nakajima B5N2 „Kate”. Nad śródokręciem widoczny bombowiec nurkujący Aichi D3A „Val”, który w samobójczym ataku zmierza wprost w nadbudówkę okrętu. Zdjęcie wykonano z pokładu USS „Pensacola” (CA-24).

W ciągu dwóch minut po ataku chor. Sato, „Hornet” otrzymał pięć trafień. Jedno z trafień uzyskał skrzydłowy 24. Shōtai 2. Eskadry z „Zuikaku” – jego 250 kg bomba trafiła pośrodku pokładu lotniczego na wysokości wyspy (i wręgu 80). Spenetrowała hangar, 2. pokład, wybuchła w dziobowej mesie załogi nad 3. pokładem, demolując centralę artylerii plot. znajdującą się niżej, rozdzielnię turbogeneratorów dziobowych oraz deformując czwarty pokład pancerny. W konsekwencji eksplozji zginęło 35 członków Drużyny kontroli uszkodzeń IV, włącznie z dowódcą kmdr ppor. B.B. Newellem. Aby zapobiec eksplozji w sąsiadujących magazynach bomb i amunicji na 2. i 3. poziomie platformowym musiano je zalać. Kolejną bombę na prawej krawędzi pokładu startowego na rufie, na wysokości wręgi 151, ulokował por. Y. Shimada, prowadzący 25. Shōtai. Eksplozja wyrwała 3-metrową dziurę w pokładzie, zginęło 12 (30) marines z obsługi artylerii plot. Fala uderzeniowa z jej eksplozji zabiła także kilkoro ludzi na pokładzie hangarowym poniżej i zrzuciła podwieszone pod sufitem hangaru rezerwowe Dauntlessy.
Trzecie trafienie uzyskał skrzydłowy por. Shimady. Jego bomba trafiła w środek pokładu lotniczego na rufie, na wysokości wręgi 155. Przebiła kilka pokładów, eksplodowała w pomieszczeniach załogi obok mesy starszych podoficerów. Zniszczone zostały podnośniki amunicji armat uniwersalnych i szyb rufowego podnośnika samolotów. Doszło do pożaru ładunków w podnośniku, ale nie dotarł on do komory amunicji.
O 10:17 okręt zaatakował kolejny uszkodzony Val. Jego pilot, po niecelnym zrzuceniu bomby, wyprowadził maszynę z nurkowania, nawrócił i skierował ją w kierunku lewoburtowej galerii armat 127 mm. W wyniku uderzenia oderwały się skrzydła samolotu, jednak jego kadłub przebił się przez pokład startowy i spowodował duży pożar w przedniej części pokładu hangarowego, tuż nad zbiornikami paliwa lotniczego, którego nie zdołały ugasić spryskiwacze automatycznego systemu przeciwpożarowego. Uszkodzenia okrętu, spowodowane przez bomby i rozbijające się samoloty, choć poważne, nie stanowiły zagrożenia dla żywotności okrętu.

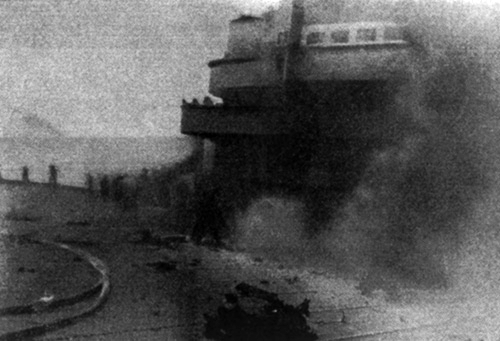
Płonący pokład okrętu tuż przy nadbudówce lotniskowca, po upadku płonącego wraku japońskiego samolotu

Najpoważniejszy cios „Hornet” otrzymał od samolotów torpedowych. Gdy trwał atak bombowców nurkujących, samoloty torpedowe kmdr. ppor. S. Muraty z „Shokaku” rozpoczęły finalne podejście do celu, które zostało jednak zakłócone, gdy kmdr Charles Mason gwałtownie zmienił kurs okrętu na północno-wschodni. Aby maksymalnie zmniejszyć przekrój japońskiego celu, dowodzący „Hornetem” zaczął ustawiać go rufą do atakujących samolotów. Zmusiło to kmdra Muratę do zwiększenia prędkości i dodatkowych manewrów, aby zaatakować lotniskowiec od sterburty. Pierwsza trójka samolotów, prowadzona przez Muratę, przeprowadziła atak z tylnej części jednostki na sterburcie, zrzucając torpedy w odległości 1300 i 900 metrów. Sam kmdr Murata nie przeżył ataku, został bowiem zestrzelony ogniem artylerii tuż po zrzucie torpedy i rozbił się w wodzie niedaleko prawej burty okrętu. Pierwsza z torped uderzyła w prawą burtę na śródokręciu jednostki (na wysokości wręgi 111), 2 metry pod linią wodną, druga zaś po 20 sekundach dalej w kierunku rufy, na wysokości wręgi 160.. Pierwsze trafienie zerwało dwie płyty pasa pancernego i wbiło je do wnętrza kadłuba, rozerwało dwie grodzie a trzecią zdeformowało i podziurawiło – co spowodowało powolne zalewanie kotłowni nr 9. W czwartej grodzi powstała dziura, przez którą również do maszynowni przedostawała się woda. Przez przepusty woda przedostawała się do tylnej maszynowni i kotłowni nr 7. Druga torpeda spowodowała zalanie części magazynów amunicji 127 mm, wygięcie wału nr 2 i zablokowanie steru w pozycji 30° na lewą burtę. „Hornet” utracił w efekcie zasilanie i wkrótce został unieruchomiony, po czym nabrał przechyłu 7°, który pogłębił się wkrótce do 10°. Pozostałe z atakujących samolotów torpedowych „Kate” nie uzyskały trafień.

##### Akcja ratunkowa
Wkrótce po trafieniu drugą torpedą, w maszynowni pojawił się uniemożliwiający oddychanie dym, zaś wskaźniki ciśnienia pary odnotowały, oznaczający uszkodzenie kondensatorów, gwałtowny spadek ciśnienia pary, przestał działać system wentylacji, szybko zaś rosła temperatura. Szef maszynowni poprosił więc dowódcę okrętu o zgodę na opuszczenie przedziału, ten jednak wydał rozkaz opuszczenia okrętu. Zablokowany został również 30° w prawo ster. Tymczasem po całkowitej utracie ciśnienia pary, okręt poruszał się już jedynie siłą inercji, zaś systemy alarmowe w centrali kontroli uszkodzeń sygnalizowały niemal 25 sytuacji awaryjnych na okręcie. Skutkiem uszkodzenia kabli elektrycznych, utracona została kontrola okrętu z mostka, centrali bojowej numer dwa oraz centralnej stacji kontroli. Dzięki celowemu zalaniu zbiorników na bakburcie udało się zmniejszyć przechył na sterburtę z 10 do 7°, jednak szereg zwarć elektrycznych spowodował, iż okręt utracił zasilanie nieuszkodzonych silników, spryskiwaczy przeciwpożarowych, mechanizmów obrotu podstaw dział oraz systemów kontroli uszkodzeń. Przestały także działać elektryczne systemy komunikacji, i komunikację pomiędzy pomieszczeniami okrętu zapewniały jedynie rury głosowe. Z uwagi na uszkodzenia przewodów przestały działać instalacje wysokiego ciśnienia powietrza, zaś wiele pomieszczeń zostało wypełnionych parą, dymem i oparami kwasu. Na okręcie pojawiały się też jednostkowe przypadki paniki wśród załogi i utraty kontroli nad sobą.

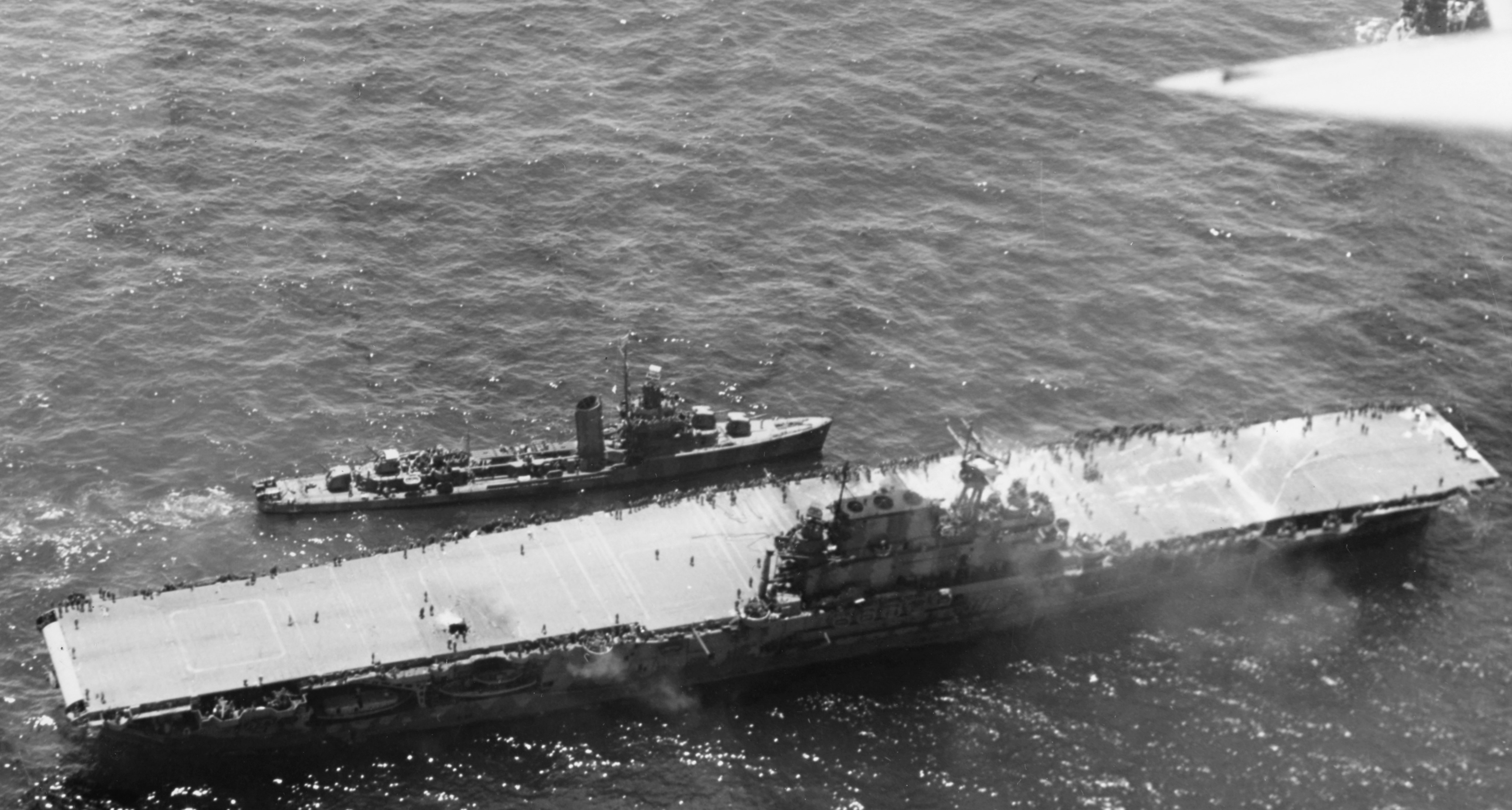
„Hornet” z USS „Russel” (DD-414) u boku. Widoczne uszkodzenia pokładu startowego przed i za wyspą okrętu.

Dzięki temu, że udało się przygotować okręt na japoński atak, na „Hornecie” nie doszło do wielkich eksplozji paliwa lotniczego i amunicji, jakie nieco ponad miesiąc wcześniej stały się udziałem „Waspa”, a w czerwcu japońskich lotniskowców pod Midway. Toteż sytuacja „Horneta” nie wydawała się beznadziejna, zaś uratowanie okrętu było wciąż możliwe. Tylne kotły oraz generatory Diesla pozostawały nieuszkodzone, zaś uszkodzenia wywołane eksplozją drugiej torpedy były ograniczone głównie do przestrzeni magazynowych. Możliwe więc było częściowe odzyskanie zasilania energią i napędu. Głównym problemem pozostawały zniszczone rozdzielnice elektryczne, te jednak możliwe były do „zmostkowania”. Ponowne uruchomienie okrętu wymagało czasu, było jednak wykonalne. Dowódca okrętu, kmdr. Charles Mason, anulował wobec tego wcześniejszy rozkaz opuszczenia jednostki i rozkazał I oficerowi – kmdr por. Apollo Soucekowi – objęcie dowództwa nad operacją przywrócenia sprawności okrętowi.

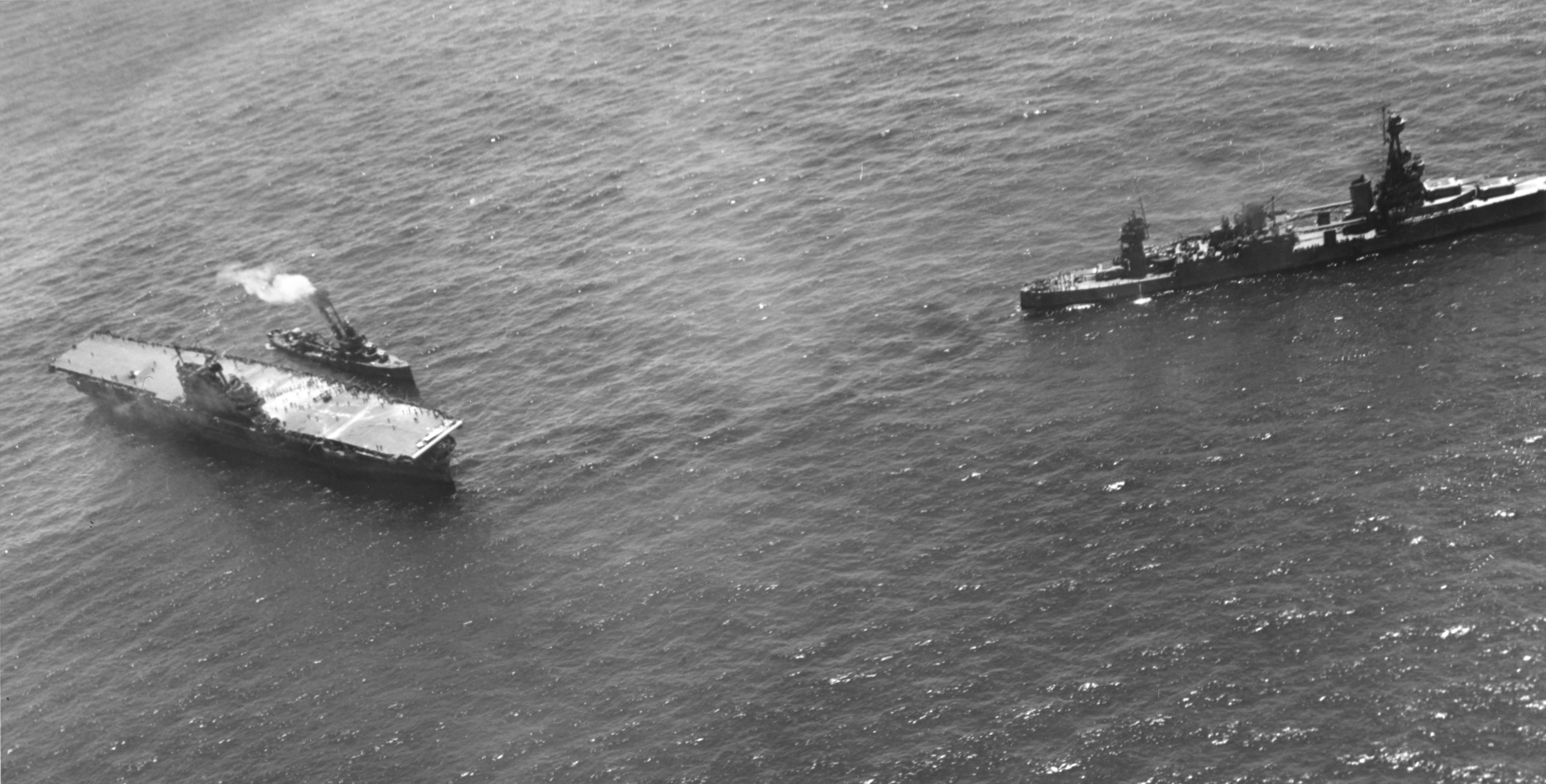
Przygotowujący się do wzięcia „Horneta” na hol krążownik „Northampton”

Tymczasem za pomocą lampy sygnałowej „Hornet” przekazywał kilku krążącym w poszukiwaniu miejsca do lądowania samolotom, „Go to Enterprise” – rozkaz lądowania na pokładzie „Enterprise”. Oficerowie sygnałowi na pokładzie „Northamptona” przekazywali ów sygnał dalej innym samolotom, tymczasem dowodzący krążownikiem przeciwlotniczym USS „Juneau” (CL-52) kmdr Lyman Swenson zrozumiał, że przekazywany przez „Northamptona” sygnał przeznaczony jest dla niego, w związku z czym „Juneau” – którego załoga zgłosiła zestrzelenie podczas porannego kilkunastu japońskich samolotów – opuścił TF17 i udał się w kierunku TF16, znacznie obniżając tym samym szanse na obronę „Horneta” przed ewentualnym kolejnym atakiem japońskim. Z powodu wyłączenia z użytku systemów komunikacji okrętu, dowodzący TF17 adm. George Murray zmuszony był do przeniesienia swojej flagi na ciężki krążownik USS „Pensacola” (CA-24).
Ponieważ na okręcie nie działały systemy przeciwpożarowe, na jego pokładzie zaś znajdowało się wielu wymagających pomocy rannych, do burty okrętu zaczęły podchodzić niszczyciele „Morris” i „Russel”. Podczas podejścia tego ostatniego, duża fala pchnęła okręt na „Horneta”. Wywołany zderzeniem wstrząs zwolnił dźwignię uwalniającą bombę głębinową na rufie, która jednak nie eksplodowała. „Morris” ustawił się przy prawej burcie lotniskowca, zaś „Russel” przy lewej od dziobu. Wkrótce dołączył do nich „Mustin”, który początkowo próbował podejść z prawej burty, jednak ze względu na kolizje z wystającymi elementami lotniskowca ostatecznie ustawił się po lewej burcie. Z niszczycieli na lotniskowiec podano węże gaśnicze i rozpoczęto pompowanie nimi wody na okręt flagowy. Na samym „Hornecie” udział w akcji gaśniczej wzięło około 1000 osób. Ze względu na brak zasilania pomp na okręcie do gaszenia używano też podręcznych gaśnic oraz wody czerpanej ręcznie zza burt. Większość ognia łącznie z wielkim pożarem w rejonie przedniej windy zostało zduszonych do godziny 11:00, co oznaczało, że okrętowi nie grozi już zniszczenie przez pożary same w sobie. Akcja była jednak utrudniona przez intensywne falowanie, które w powtarzalny sposób popychało oba niszczyciele na lotniskowiec i spowodowało uszkodzenia na mniejszych jednostkach. W czasie gdy oddalony o 10 mil „Enterprise” walczył z atakiem innej grupy japońskich samolotów, z „Horneta” ewakuowano rannych i usiłowano przywrócić zasilanie.
Po opanowaniu pożarów do martwego okrętu zbliżył się ciężki krążownik „Northampton” celem wzięcia jednostki na hol. Podczas prowadzonych przygotowań na pokładzie lotniskowca odnaleziona została urwana z japońskiego samobójczego samolotu uzbrojona bomba, którą ręcznie wyrzucono za burtę. Tymczasem nad zespołem TF17 pojawił się samotny japoński bombowiec, który, celując w nadbudówkę, zrzucił swoją bombę, ta jednak upadła 20 metrów za rufą szybko oddalającego się od „Horneta” niszczyciela USS „Morris”.

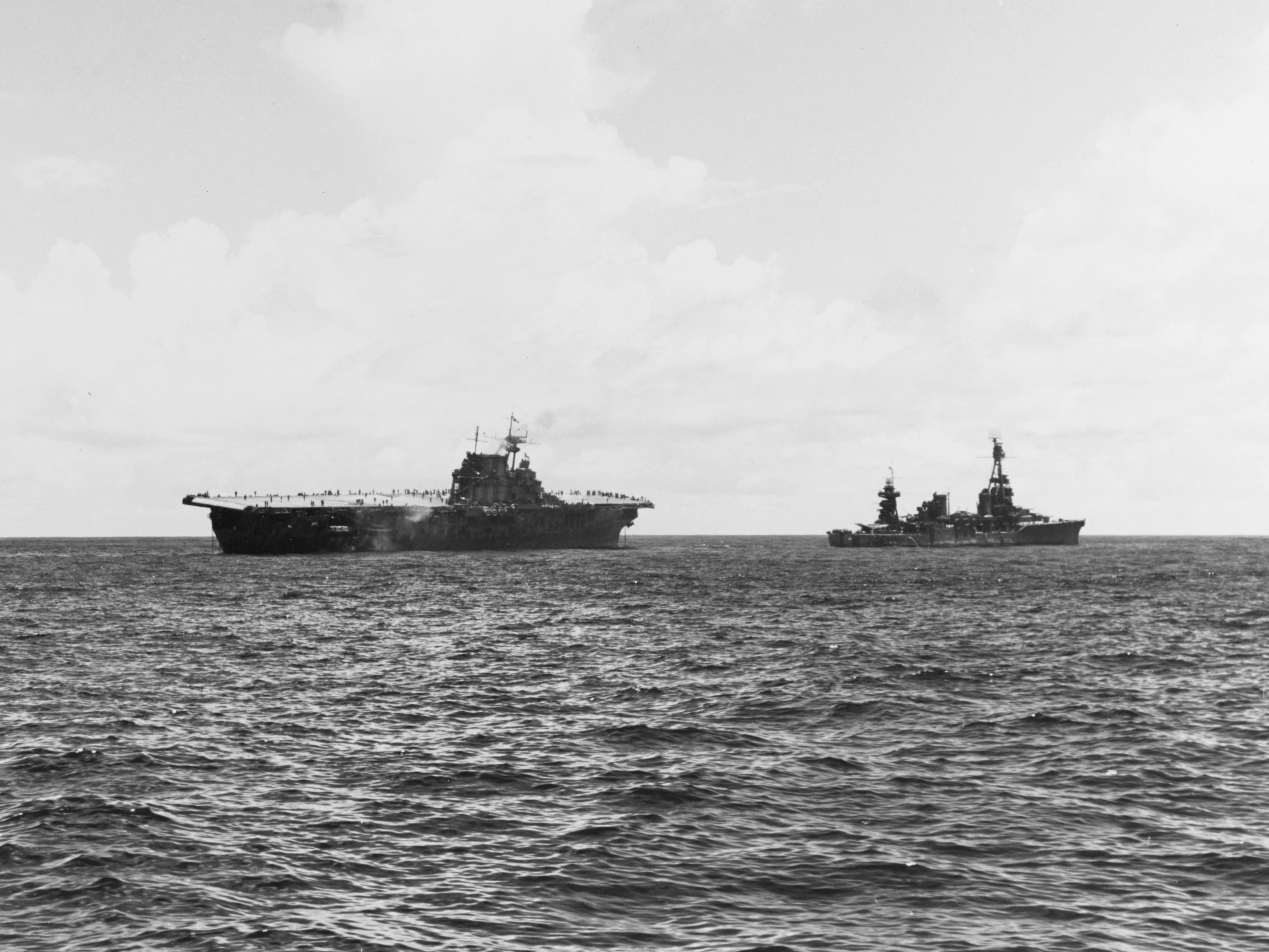
„Hornet” i „Northampton” podczas próby połączenia ich liną

Do godziny 11:34 „Hornet” został połączony z „Norhamptonem” dostarczoną przez niego stalową liną o grubości 1¼ cala (31,75 mm) – ponieważ kabestany lotniskowca nie działały linę wciągnięto ręcznie, po czym krążownik ruszył holując lotniskowiec najpierw z prędkością 1 węzła, po czym powoli zwiększał prędkość do 4 węzłów. Holowanie było utrudnione przez myszkowanie okrętu, którego nie można było skorygować z powodu zablokowania steru,co powodowało dodatkowe naprężenia liny holowniczej. W rezultacie, po 20 minutach holowania lina pękła. Okręty zostały jednak ponownie połączone wytrzymalszą, 10-tonową liną o długości 152 metrów i średnicy 2 cali (50,8 mm), którą „Hornet” przewoził dotąd pod szybem trzeciej windy – kilkuset marynarzy ręcznie przeciągnęło ją przez hangar na dziobówkę, a stamtąd „Norhampton” przeciągnął ją swoimi kabestanami. Linę spięto z prawoburtowym łańcuchem, aby utrzymać ją pod wodą w trakcie holowania i zmniejszyć naprężenie. Cała operacja trwała około 2 godziny. W międzyczasie, z udziałem okrętowego kapelana, dokonano pogrzebu morskiego 75 zabitych w wyniku japońskiego ataku, zaś na towarzyszące niszczyciele ewakuowano rannych i 800 osób personelu, które nie były niezbędne na uszkodzonym okręcie. Od kilku godzin trwały też prace nad przywróceniem zasilania okrętu oraz ciśnienia pary w kotłach numer 1, 2 i 4. Okazało się jednak, że przewody paliwowe zostały uszkodzone eksplozjami torped, zaś zbiorniki paliwa zostały zanieczyszczone wodą morską. Ostatecznie jeden z pracujących nad naprawą napędu członków załogi znalazł niezanieczyszczony zbiornik – za pomocą awaryjnej pompy elektrycznej podano z niego paliwo do kotłów, jednak jej uruchomienie wymagało przeciągnięcia kabla do rufowego pomieszczenia generatorów. W tym celu konieczne było otwarcie szeregu luków, przez co okręt utracił integralność wodoszczelną. Umożliwiło to podniesienie ciśnienia do 300 psi (21,09 at) w kotle numer 4. Za pomocą awaryjnego rurociągu pary nasyconej parę z kotła planowano skierować przez pomieszczenie turbogeneratorów na turbinę nr 3. O godz. 16, gdy przygotowania te miały się ku końcowi, nastąpił jednak kolejny japoński atak lotniczy.

##### Atak popołudniowy

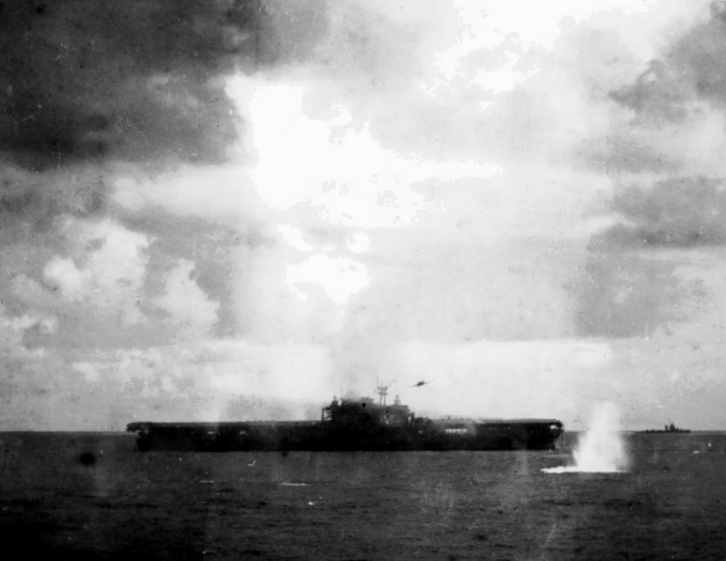
Nakajima B5N „Kate” przelatuje nad unieruchomionym „Hornetem” chwilę po zrzuceniu torpedy wz. 91, która przy wejściu w wodę pozostawiła widoczny na zdjęciu rozprysk. Samolot ów przeleciał nad pokładem i, uszkodzony, rozbił się po drugiej stronie okrętu. Zdjęcie zostało wykonane podczas drugiego – popołudniowego – ataku.

Po podjęciu przez adm. Kinkaida decyzji o odwrocie TF16 po zakończeniu ciężkiego ataku na „Enterprise”, „Hornet” utracił swoją ochronę powietrzną, która – wraz większością Hornet Air Group – odpłynęła na południowy wschód na pokładzie „Big E”. Skutkiem przejścia „Juneau” do TF16, znacznie osłabiona została także nawodna obrona przeciwlotnicza. Gdy członkowie zespołów naprawczych przygotowywali się do uruchomienia części systemu elektrycznego i napędowego, znajdujący się na pomoście dowódca okrętu otrzymał ostrzeżenie z jednego z niszczycieli o niezidentyfikowanym samolocie. Dwadzieścia minut później, o 16:20, dostrzeżono grupę pięciu bądź sześciu „Kate” nadlatujących od strony sterburty. Samoloty te stanowiły część grup powietrznych „Shōkaku” i „Zuikaku”, które wystartowały z „Jun'yō”. Wobec odpłynięcia „Enterprise”, samoloty te nie znalazły nad TF17 osłony myśliwców CAP, toteż mogły przystąpić do ataku utrudnionego jedynie przez ogień przeciwlotniczy okrętów. Gdy dwie z atakujących maszyn leciały wprost na „Northamptona”, krążownik zrzucił łączącą go z lotniskowcem linę i wykonał ostry zwrot na bakburtę, unikając wymierzonych w niego torped, „Hornet” stanowił jednak wówczas łatwy, nieruchomy cel.

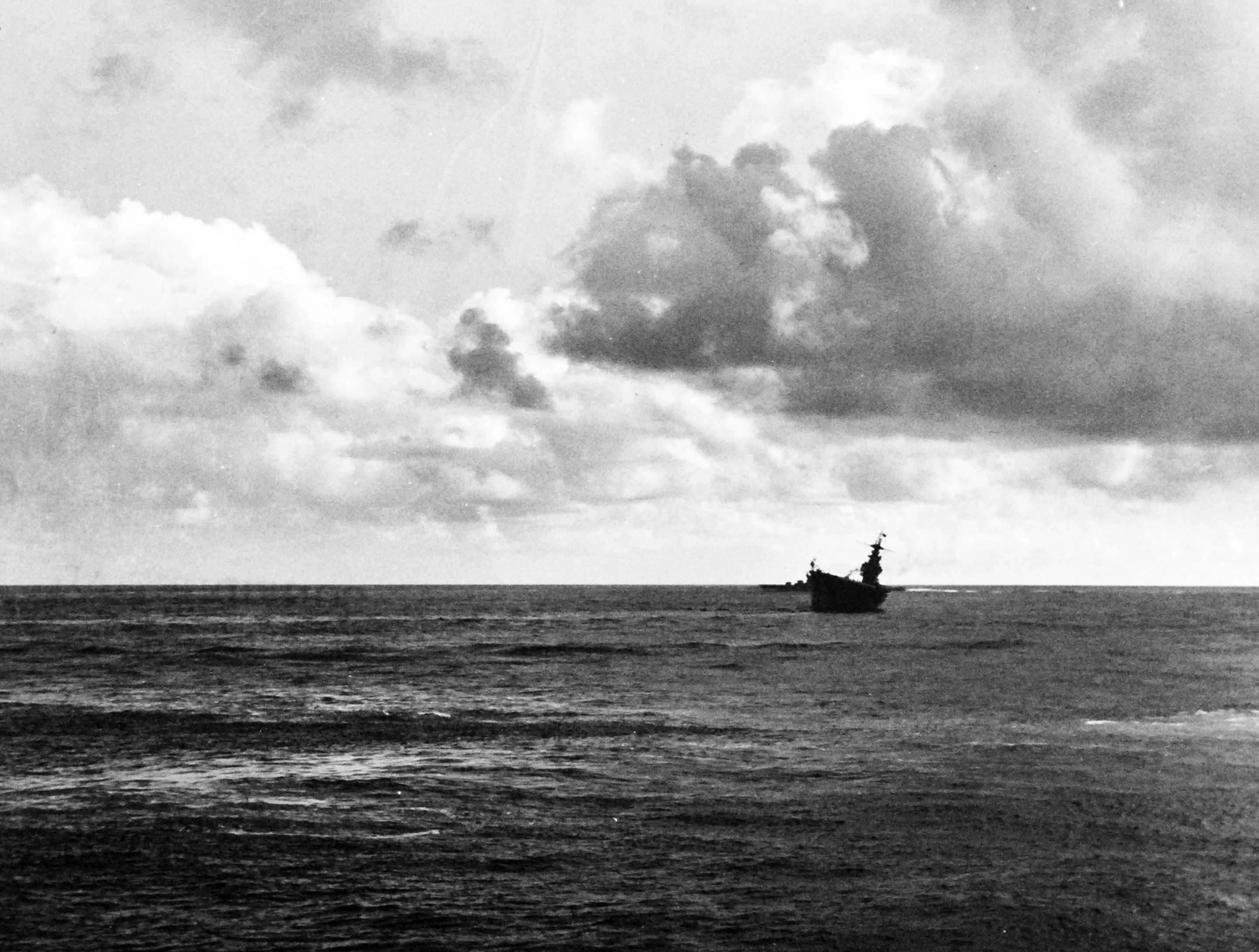
„Hornet” po popołudniowym ataku, po opuszczeniu jednostki przez załogę. Przechył okrętu sięgnął 26°.

Artylerzyści „Horneta” również otworzyli ogień do nieprzyjacielskich samolotów, pozbawione jednak zasilania elektrycznego działa 127 mm i 1,1 cala musiały być jednak obsługiwane ręcznie, przeciwko samolotom poruszającym się z prędkością około 160 węzłów (296 km/h). Jeden z samolotów spadł do wody z dala od okrętu, drugi z atakujących zdołał zrzucić torpedę zanim zestrzelony przekoziołkował w wodzie; zrzucona przez niego torpeda nie płynęła jednak prawidłowo, lecz wyskakując co chwila nad powierzchnię wody wkrótce utonęła. Trzeci z atakujących „Horneta” samolotów Nakajimy zrzucił torpedę, po czym ciężko uszkodzony przeleciał nad pokładem startowym i rozbił się o wodę po drugiej stronie okrętu. Jego torpeda uderzyła w sterburtę lotniskowca, odbiła się jednak od niej nie eksplodując. Nie chybiła torpeda zrzucona przez kpt. Y. Irikiina – eksplodowała o 16:23 na wysokości wręgi 115 na prawej burcie – w pobliżu miejsca porannego trafienia pierwszej z torped, nieco na lewo i powyżej pokładu pancernego. Rozerwała przednią gródź rufowej maszynowni, spowodowała pęknięcia w trzecim i czwartym pokładzie.
Woda, która wdarła się dzięki temu do maszynowni, poprzez otwarte celem poprowadzenia prowizorycznych przewodów luki, zaczęła zalewać „Horneta” i okręt zwiększył przechył do 15°. Stało się oczywiste, że statku nie uda się już uratować, toteż kmdr Mason o 16:50 wydał rozkaz opuszczenia jednostki przez całą pozostającą dotąd na nim załogę. Gdy zakończył się atak samolotów torpedowych, z chmur wyłoniło się pięć lub sześć japońskich bombowców nurkujących, które zaatakowały pokład startowy. „Hornet” nie odniósł w tym ostatnim ataku żadnych poważniejszych uszkodzeń. O godzinie 16:55 „Hornet” stał się obiektem ostatniego już ataku. Pięć minut po opuszczeniu okrętu przez jego dowódcę, na wysokości od 8000 do 9000 stóp (2400-2700 metrów), prawdopodobnie z Rabaul, nadleciało sześć japońskich średnich bombowców, które zaatakowały okręt w locie horyzontalnym. Jedynie jednak jedna bomba trafiła w okręt, uderzając w pomost tylnej części sterburty, tuż obok pokładu startowego. Eksplozja wyrwała z podstawy i zrzuciła do morza działo 127 mm.
Ponowne bombardowanie nie mogło pogorszyć sytuacji niemal opuszczonego już okrętu, jednak eksplozje niecelnych bomb w wodzie, na wiele godzin odstraszyły rekiny, gdy wielu ewakuowanych z „Horneta” marynarzy wciąż przebywało w wodzie w oczekiwaniu na podniesienie przez niszczyciele. Ewakuacja załogi została ukończona do godziny 17:27, po upewnieniu się, że na okręcie nie pozostali żadni ranni.

##### Zatopienie okrętu
Dowódcy amerykańscy, dzięki informacjom z nasłuchu radiowego, wiedzieli, że w kierunku unieruchomionego okrętu zmierzają siły pancerników admirała Kondō. Po unieruchomieniu „Horneta” i uszkodzeniu „Enterprise” oraz pancernika „South Dakota” adm. Thomas Kinkaid, dowodzący Task Force 61, nie chciał ryzykować starcia z przeważającymi siłami japońskimi. Toteż TF61 wycofywał się w kierunku Nowej Kaledonii, podczas gdy dowodzący od 18 października całym teatrem działań na południowym Pacyfiku (COMSOPAC) admirał William Halsey, wydał rozkaz zatopienia „Horneta”. Zadanie uniemożliwienia Połączonej Flocie przejęcia okrętu, zostało powierzone niszczycielom „Mustin” i „Anderson”, które wystrzeliły w opustoszały kadłub 16 torped, z których dziewięć trafiło w cel i eksplodowało. Niszczyciele wystrzeliły swoje torpedy nie w sterburtę jednak, lecz w nieuszkodzoną bakburtę. Wskutek zalania pomieszczeń na nieuszkodzonej dotychczas stronie przechył okrętu się wyrównał, a lotniskowiec osiadł głębiej w wodzie, jednak nie tonął. Ponieważ wyznaczone do zatopienia okrętu niszczyciele wyczerpały zapas torped, rozpoczęły ostrzał artyleryjski, celując w zbiorniki paliwa. Wystrzelono 430 pocisków artyleryjskich kalibru 127 mm, które spowodowały pożary, jednak okręt w dalszym ciągu nie tonął. Nie chcąc ryzykować starcia z nadciągającą flotą japońską i ataku lotniczego następnego dnia rano, w całkowitych już ciemnościach niszczyciele pozostawiły płonący od dziobu do rufy wrak własnemu losowi.
Zaledwie godzinę po opuszczeniu miejsca bitwy przez „Mustina” i „Andersona” na miejsce przypłynęły japońskie niszczyciele „Makigumo” i „Akigumo”, które miały ocenić możliwość odholowania jednostki. Wobec stanu okrętu jednak, którego przechył sięgał już 45°, 27 października o godzinie 1:25 rano wykonały coup de grâce, zatapiając lotniskowiec czterema torpedami wz. 93. USS „Hornet” (CV-8) został ostatnim zatopionym podczas II wojny światowej dużym amerykańskim lotniskowcem, i ostatecznie został usunięty z rejestru okrętów United States Navy 13 stycznia 1943 roku.

## Podsumowanie
USS „Hornet” (CV-8) był ostatnim z największych przedwojennych lotniskowców, zbudowanym zgodnie z wpływającymi na jego przeżywalność na polu bitwy ograniczeniami traktatowymi. Obok innych przedwojennych lotniskowców, w najcięższych warunkach znacznej japońskiej przewagi liczebnej, dźwigał ciężar prowadzenia wojny na Pacyfiku – największym, lecz drugorzędnym teatrze wojennym II drugiej wojny światowej. Przypływając późno na Pacyfik, nie wziął udziału w większości rajdów pierwszej połowy 1942 roku, przeprowadził jednak najważniejszy z nich, na ojczyste wyspy japońskie, o ogromnym wpływie na dalsze losy wojny.
Udział CV-8 w bitwie pod Midway, był całkowicie bezowocny, sam okręt okazał się zaś całkowicie bezużyteczny z punktu widzenia realizacji planu bitwy nakreślonego przez admirała Nimitza. Rezultat działania Hornet Air Group okazał się całkowitą klęską, z jej 50-procentowymi stratami i kompletną likwidacją eskadry VT-8, przy braku jakichkolwiek wymiernych strat zadanych siłom japońskim. Przeprowadzony zaś przez Air Group 8 „lot donikąd”, do dziś pozostaje jedną z największych – do dziś nie wyjaśnionych – kontrowersji nie tylko samej bitwy pod Midway, lecz całej wojny na Pacyfiku.
Okręt osiągnął lepsze rezultaty swoich działań w kampanii na Wyspach Salomona. Jego samoloty ciężko uszkodziły „Shokaku” przyczyniając się do udanej obrony lotniska na Guadalcanalu, był też efektywnym elementem zapoczątkowanej wówczas przez Stany Zjednoczone wojny na wyniszczenie przeciw Japonii. Pod Santa Cruz jednak, „Hornet” zakończył swoje istnienie. Na pokładzie „Horneta” zginęło wówczas 124 ludzi (111 wg niektórych źródeł), kolejne dziewięć osób zmarło od ran na pokładach niszczycieli po ewakuacji. Jeszcze natomiast tydzień po bitwie oficjalnie nazwanej w Japonii „Morską bitwą południowego Pacyfiku”, 19 członków załogi okrętu pozostawało zaginionymi.
Utrata okrętu może być w dużej mierze przypisana decyzji admirała Kinkaida o powierzeniu kierowania obroną powietrzną TF61 nowemu i niedoświadczonemu zespołowi kontroli bojowych patroli powietrznych (CAP) na pokładzie „Enterprise”, zamiast doświadczonemu już i efektywnemu fighter director-owi Alexandrowi Flemingowi na „Hornecie”. Nie bez znaczenia była również decyzja Kinkaida o odejściu TF16 po ataku na CV-6 i ciężkim uszkodzeniu CV-8. Mimo obecności na pokładzie „Enteprise” dwóch grup lotniczych (ok. 150 samolotów), admirał nie chciał ryzykować starcia uszkodzonego okrętu – który wymanewrował rano 9 torped, dzięki czemu zyskał wśród załogi kolejny przydomek: „Lucky E” – z dwoma dużymi i nieuszkodzonymi lotniskowcami „Zuikaku” i „Junyo”. Już po podjęciu tej decyzji, Kinkaid nabrał co prawda wątpliwości co do jej słuszności, nie wiedział jednak wówczas nic, o katastrofalnym stanie japońskich grup lotniczych po zakończeniu dotychczasowych walk w bitwie. Utrata okrętu, może być ostatecznie przypisana także odejściu „Juneau” do TF16, który podczas porannego ataku na „Horneta”, miał duży udział w zestrzeleniu przez TF17 20 japońskich samolotów.
W dotychczasowym toku wojny jednak, zauważalna stała się poprawa efektywności zespołów kontroli uszkodzeń. Po „niepotrzebnej” utracie „Lexingtona” na Morzu Koralowym, według oficjalnego raportu Bureau of Ships z 1943 roku, pod Santa Cruz „Hornet” odniósł uszkodzenia podobne do uszkodzeń „Yorktowna” pod Midway, a mimo to „Old Stinger” – jak nazywała go czasem załoga – mógłby zostać uratowany i dotrzeć do portu o własnym napędzie, gdyby nie dodatkowy japoński atak. Pożary „Horneta” były bardziej rozległe niż pożary na okręcie komandora Elliotta Buckmastera pod Midway, a mimo to zostały opanowane w ciągu godziny, w ciągu dwóch godzin zaś całkowicie ugaszone. Mimo że na obu okrętach zostało utracone zasilanie elektryczne, na „Hornecie” natychmiast podjęto przeciw-zalewanie, które zmniejszyło przechylenie okrętu o 3°. Jego wpływ na wyważenie okrętu nie był wprawdzie znaczący, miał jednak pozytywny wpływ na psychikę członków załogi, która mogła przestać obawiać się nagłego przewrócenia się okrętu do góry stępką. Co najważniejsze, podjęto natychmiastową próbę przywrócenia względnej sprawności okrętu – w czasie popołudniowego ataku torpedowego, część systemu napędowego okrętu była już niemal gotowa do ponownego podjęcia pracy. Wysiłki te zostały zniweczone dopiero przez kolejny atak torpedowy.
Wraz z zatopieniem „Horneta” i koniecznym remontem „Enterprise”, US Navy na krótko utraciła ostatni operacyjnie czynny lotniskowiec na Pacyfiku. Admirał Yamamoto jednak, również nie mógł odtąd korzystać z ciężko uszkodzonego przez Air Group 8 „Shokaku”, który został odesłany do Japonii na 9-miesięczny remont, podobnie jak z „Zuikaku” i „Junyo”, które popłynęły do Japonii celem uzupełnienia załóg i samolotów. Toteż kolejne zmagania morskie w kampanii na Wyspach Salomona, miały głównie nawodny charakter, ze znacznym udziałem lotnictwa stacjonującego na lądzie.
W ciągu rocznej służby w trudnych warunkach bojowych, wśród załogi okrętu wykształciło się poczucie jedności i identyfikacji z okrętem. Toteż natychmiast po przybyciu rozbitków do Nowej Kaledonii, w swoim oficjalnym raporcie pobitewnym, ostatni dowódca jednostki kmdr Charles Mason, złożył wniosek o skierowanie wszystkich 2515 ocalałych z okrętu, na nowy lotniskowiec o nazwie „Hornet”. Także dowódcy poszczególnych działów „Horneta” wskazywali w swoich własnych raportach, na życzenia podległych im żołnierzy skierowania ich na nowego „Horneta”. Potrzeby wojenne spowodowały jednak, że krótko po przybyciu rozbitków do Numei, niemal wszyscy zostali skierowani na inne jednostki oraz do innych zadań, i jedynie nieliczni z nich, rok oraz dwa lata później, weszli w skład załóg nowych lotniskowców USS „Hornet” (CV-12) oraz USS „Shangri-La” (CV-38).

## Wyróżnienia
„Hornet” otrzymał cztery wyróżnienia bojowe battle star; za udział w rajdzie Doolittle’a oraz w bitwie pod Midway, za rajd na Wyspę Bougainville’a oraz za udział w bitwie pod Santa Cruz. Okręt został także odznaczony medalami: American Defense Service, American Campaign oraz World War II Victory. Za heroizm w trakcie bitwy o Midway eskadra torpedowa „Horneta” VT-8 została wyróżniona Presidential Unit Citation.

## Wrak
Wrak okrętu został odnaleziony przez zorganizowany przez Paula Allena dziesięcioosobowy zespół na statku R/V „Petrel” pod koniec stycznia 2019 roku. Obszar poszukiwań wytypowano na podstawie analizy archiwów państwowych i marynarki, a także dzienników pokładowych okrętów biorących udział w bitwie pod Santa Cruz. Już w trakcie pierwszego zanurzenia autonomiczny pojazd podwodny zlokalizował wrak i udokumentował jego stan na materiałach video. Wrak „Horneta” spoczywa na dnie morskim na głębokości 5330 m, w pozycji 8°38′22,9992″S 166°42′33,9984″E/-8,639722 166,709444, na południowy wschód od Wysp Salomona.

## Okręt w kulturze
W uznaniu roli okrętu podczas zmagań na Pacyfiku oraz postawy jego załogi jeden z kolejnych budowanych lotniskowców typu „Essex”, dla którego początkowo przewidziano nazwę USS „Kearsage”, krótko po położeniu stępki przemianowano na „Hornet”. Nazwiskiem najstarszego stopniem oficera, poległego podczas ostatniej bitwy okrętu – kmdr. ppor. Byrona B. Newella, nazwano jeden z niszczycieli eskortowych typu Edsall: USS „Newell” (DE-322).
Pamiątki z okrętu oraz ekspozycje na jego temat prezentowane są na jego imienniku i następcy – USS Hornet (CV-12), który, po wycofaniu ze służby, staraniem Aircraft Carrier Hornet Foundation przekształcono w okręt-muzeum. Dla ułatwienia kontaktów i utrzymywania relacji pomiędzy członkami załóg, służących na okrętach noszących miano USS „Hornet”, powstało stowarzyszenie USS Hornet Association.
Okręt i operacje, w których brał udział, uwieczniono w wielu filmach dokumentalnych. Na zamówienie US Navy John Ford zrealizował relację w formie filmu dokumentalno-propagandowego z bitwy o Midway, ponadto już w 1943 roku powstał też film „The life and death of USS Hornet”. Z kolei w dokumencie „Heritage of the USS Hornet”, poświęconym okrętom US Navy noszącym nazwę „Hornet”, znaleźć można kolaż dokumentalnych materiałów filmowych przedstawiających chwile z historii siódmego okrętu tego miana, od momentu wodowania aż po ostatnią walkę i zatopienie.
Niektórzy załoganci „Horneta” opublikowali swoje wspomnienia ze służby na nim. Wspomnienia jednego z uczestników rajdu Doolittle’a posłużyły jako kanwa powieści pt. „Thirty seconds over Tokyo” autorstwa Teda W. Lawsona i Roberta Considine’a, na jej podstawie reżyser Mervyn LeRoy zrealizował film wojenny pod tym samym tytułem. Na potrzeby filmu w wytwórni MGM zrekonstruowano sekcję pokładu lotniskowca, na której mieściły się trzy bombowce B-25. Por. Georg Gay w 1976 roku napisał i własnym sumptem wydał książkę pt. „Sole Survivor. Torpedo Squadron Eight – Battle of Midway”, w której zawarł swe wspomnienia z akcji pod Midway – historycy zwracają jednak uwagę na znajdujące się w niej liczne błędy dotyczące faktów historycznych. Sam por. Gay po powrocie do USA został wykreowany przez służby propagandowe na bohatera narodowego, wziął udział w turnee po kraju, zorganizowanym dla popularyzacji wysiłku wojennego.
Lotniskowiec USS „Hornet” stanowi temat podejmowany przez artystów-malarzy. Obrazy rodzajowe przedstawiające służbę na „Hornecie”, stworzone na zamówienie US Navy, są w zbiorach przechowywanych przez Naval History and Heritage Command.